# Mutterstadt

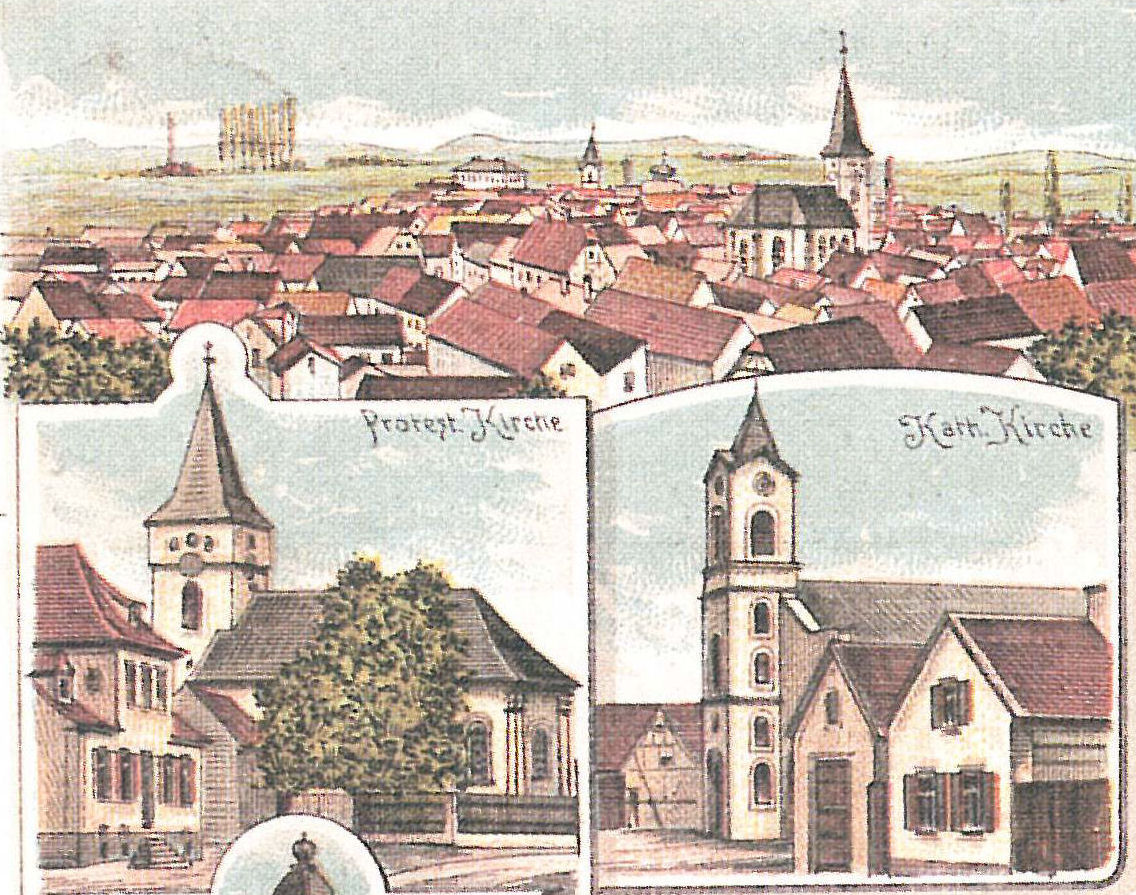
Alte Ansicht von 1905

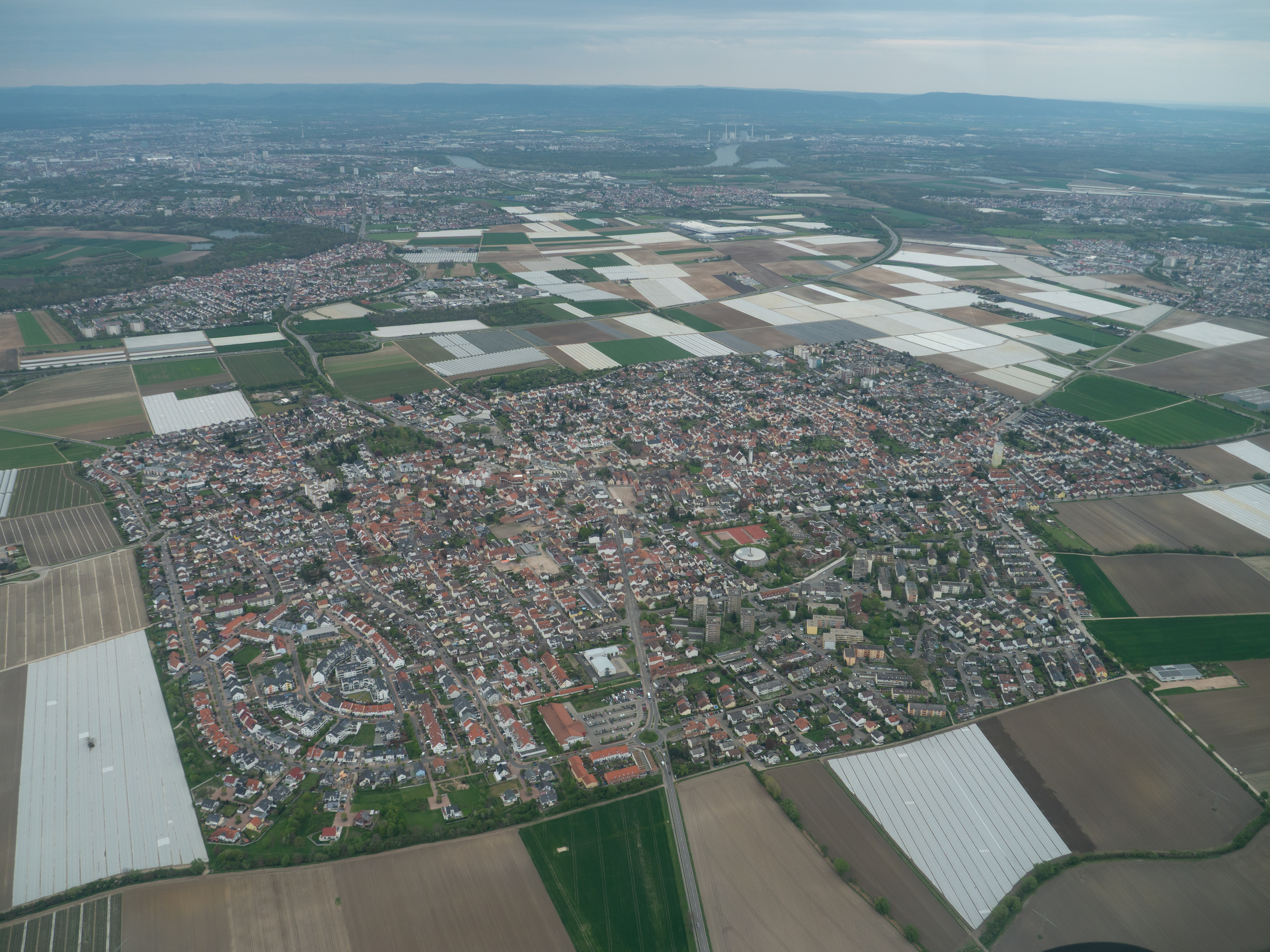
Luftbild von Mutterstadt

Mutterstadt ist eine verbandsfreie Gemeinde im Rhein-Pfalz-Kreis in Rheinland-Pfalz und Teil der Metropolregion Rhein-Neckar.
Der Ort ist – anders als es der Name vermuten lässt – keine Stadt, sondern ein Großdorf und leitet seinen Namen nicht von dem Wort „Mutter“ her, sondern von einem mittelalterlichen Personennamen Muothari (oder Muther).
Innerhalb des Rhein-Pfalz-Kreises ist Mutterstadt außerdem gemessen an der Einwohnerzahl hinter Schifferstadt die zweitgrößte Ortsgemeinde. Sie ist bekannt für ihre international erfolgreichen Gewichtheber und für den Pfalzmarkt, den größten deutschen genossenschaftlichen Gemüsegroßmarkt.

## Geographie

### Geographische Lage
Mutterstadt liegt in der Rheinebene im Osten der Pfalz und ist etwa 10 Kilometer vom Zentrum der Stadt Ludwigshafen am Rhein entfernt.
Nachbarorte
- Dannstadt-Schauernheim (4 km, im Westen)
- Limburgerhof (2 km, im Süden)
- Ludwigshafen-Maudach (1 km, im Osten)
- Ludwigshafen-Rheingönheim (im Südosten)
- Ludwigshafen-Ruchheim (im Norden)
- Schifferstadt (5 km, im Südwesten)

### Topographie
Die Mutterstadter Flur hat kaum merkbare Höhenunterschiede. Die westlichen Nachbardörfer Dannstadt-Schauernheim und Fußgönheim liegen lediglich fünf bis acht Meter höher. Mutterstadt selbst liegt auf der Niederterrasse, die im Osten jenseits der Gemarkungsgrenze drei bis fünf Meter zur Rheinniederung abfällt. Zu Mutterstadt gehören zusätzlich die Wohnplätze Forsthaus Sternjagen, Hillensheimer Hof, In der Hartkirch, Mandelhof, Maudacher-Eck-Hof, Medartshof, Rheinperle, Schlichthof, Sülzerhof, Wasserwerk und Im Grund.

### Geologie
Beim Bau des Wasserturms wurde der Untergrund bis zu einer Tiefe von 128 Meter untersucht, wobei sich immer wieder Schichten verschiedener Mächtigkeit von Ton und Sand abwechselten.

## Geschichte

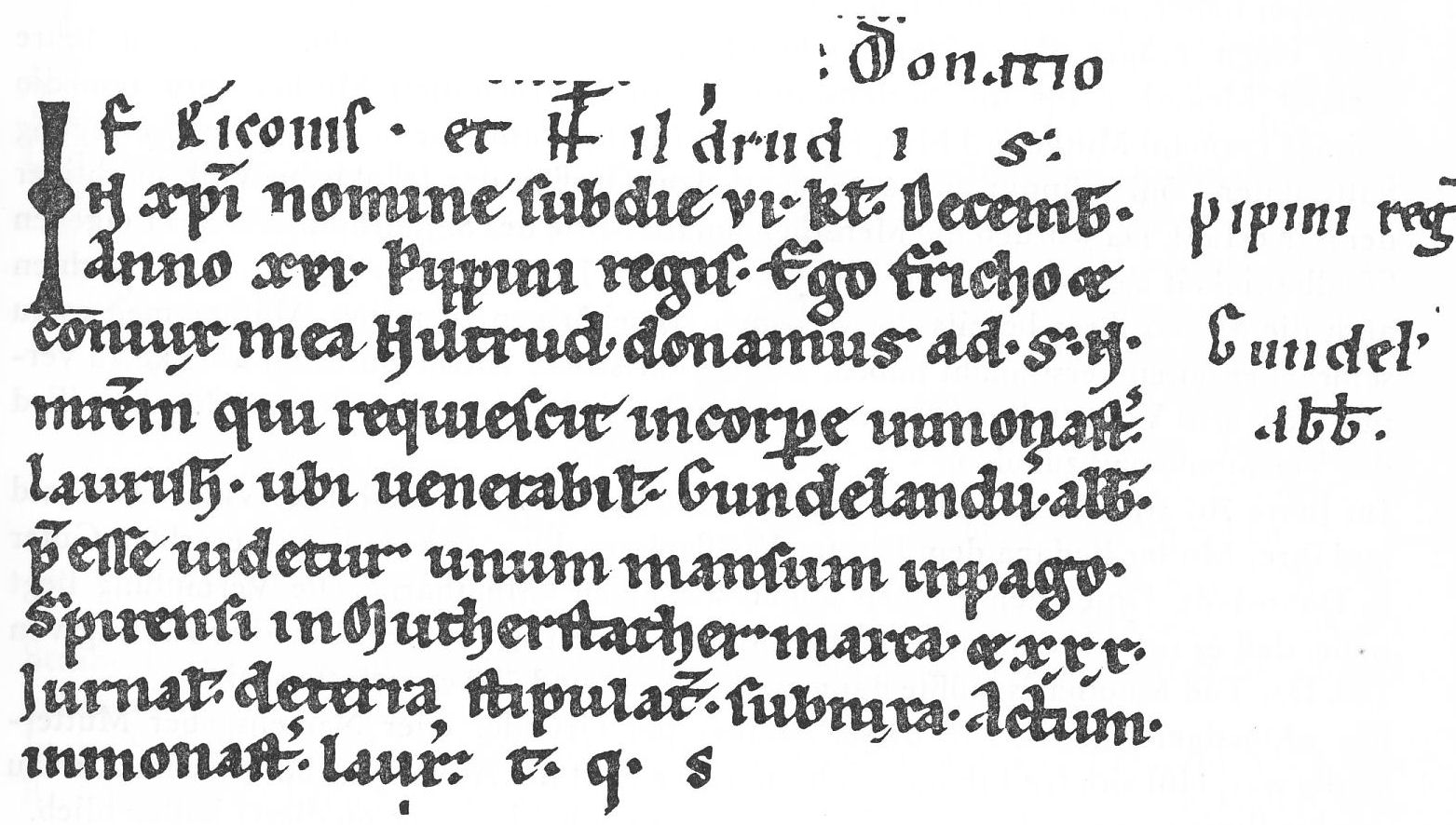
Erstmalige Erwähnung im Lorscher Codex

Das Gebiet Mutterstadts war – wie Ausgrabungsfunde zeigen – bereits in der Steinzeit bewohnt. In der Römerzeit führte eine römische Fernstraße von Italien über Basel nach Mainz am Ort vorbei.
Die ersten fränkischen Siedlungen in der Gegend waren Orte mit der Namensendung „-heim“. Siedlungen, deren Namen auf „-stadt“ enden, entstanden vermutlich etwas später, als die fränkische Oberschicht durch neue Siedler Verstärkung erhielt. Erstmals urkundlich erwähnt wurde der Ort im Lorscher Codex bei einer Schenkung im Jahr 767 oder 768 mit „mutherstather marca“ (Mutterstadter Gemarkung).
Die Endung „-stadt“ verweist hierbei nicht auf eine Stadtgründung im heutigen Sinne, sondern auf eine „Stätte“, Stelle. Bei Mutterstadt handelt sich ursprünglich um die ‚Wohnstätte des Muotheri‘. Auf Mutterstadter Gemarkung befand sich außerdem einst der untergegangene Ort Einzkeim.
Ab der frühen Neuzeit bis Ende des 18. Jahrhunderts gehörte der Ort zur Kurpfalz und unterstand dort dem Oberamt Neustadt sowie der Oberschultheißerei Oggersheim. Während der französischen Zeit war Mutterstadt außerdem Sitz eines gleichnamigen Kantons und eines Friedensgerichts.
Am 1. Januar 1930 trat Mutterstadt Gebietsteile zur Bildung der neuen Gemeinde Limburgerhof ab.

## Religion

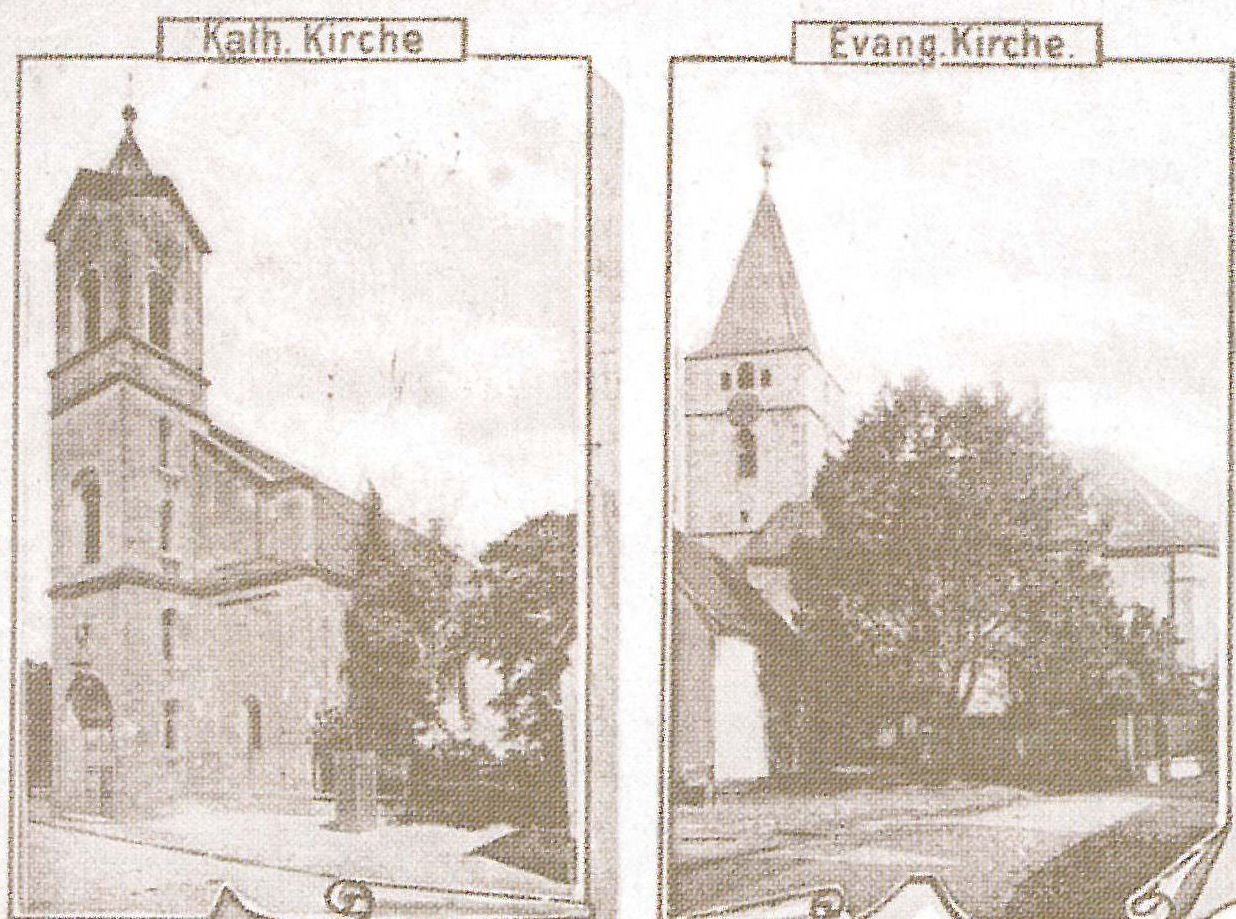
(alte) katholische und protestantische Kirche im Jahr 1897

### Konfessionsstatistik
Gemäß dem Zensus 2011 waren 35,8 % der Einwohner evangelisch, 28,3 % römisch-katholisch und 35,9 % waren konfessionslos, gehörten einer anderen Glaubensgemeinschaft an oder machten keine Angabe. Ende April 2025 hatten 23,5 % der Einwohner die evangelische Konfession und 20,9 % die katholische. 55,6  der Gesamtbevölkerung gehörten anderen Konfessionen oder Glaubensgemeinschaften an oder waren konfessionslos. Der Anteil der Protestanten und Katholiken an der Gesamtbevölkerung ist demnach im beobachteten Zeitraum beträchtlich gesunken.

### Protestanten
Während der Reformation trat die gesamte Bevölkerung zur reformierten Lehre über. Noch um 1700 war die Einwohnerschaft fast ausschließlich reformiert. Erst die folgenden Jahrzehnte brachten eine Zuwanderung von lutherischen und katholischen Familien.
Die lutherische Gemeinde zählte im Jahr 1719 nur 9 Familien. Ihre Angehörigen waren kleine Bauern und Taglöhner. 1754 verlegten sie ihren Gottesdienst in das Erdgeschoss des Rathauses, das durch den Bau der katholischen Kirche frei geworden war.
Bei der späteren Vereinigung der reformierten und lutherischen Kirchen genügte die erweiterte Kirche aber weiterhin. Inzwischen besteht im Ort auch die Evangelische Freikirche Mutterstadt, die der Arbeitsgemeinschaft Mennonitischer Brudergemeinden angehört.

### Katholiken
Die katholische Kirche ist dem heiligen Medardus geweiht, einem französischen Bischof des 6. Jahrhunderts, der von den Bauern als Wetterheiliger angerufen wurde.
Die Gemeinde gehört zur Pfarrei „Heiliger Sebastian“ mit Sitz in Dannstadt.

### Andere christliche Gemeinschaften
Vor Ort existiert eine neuapostolische Kirche.

### Juden

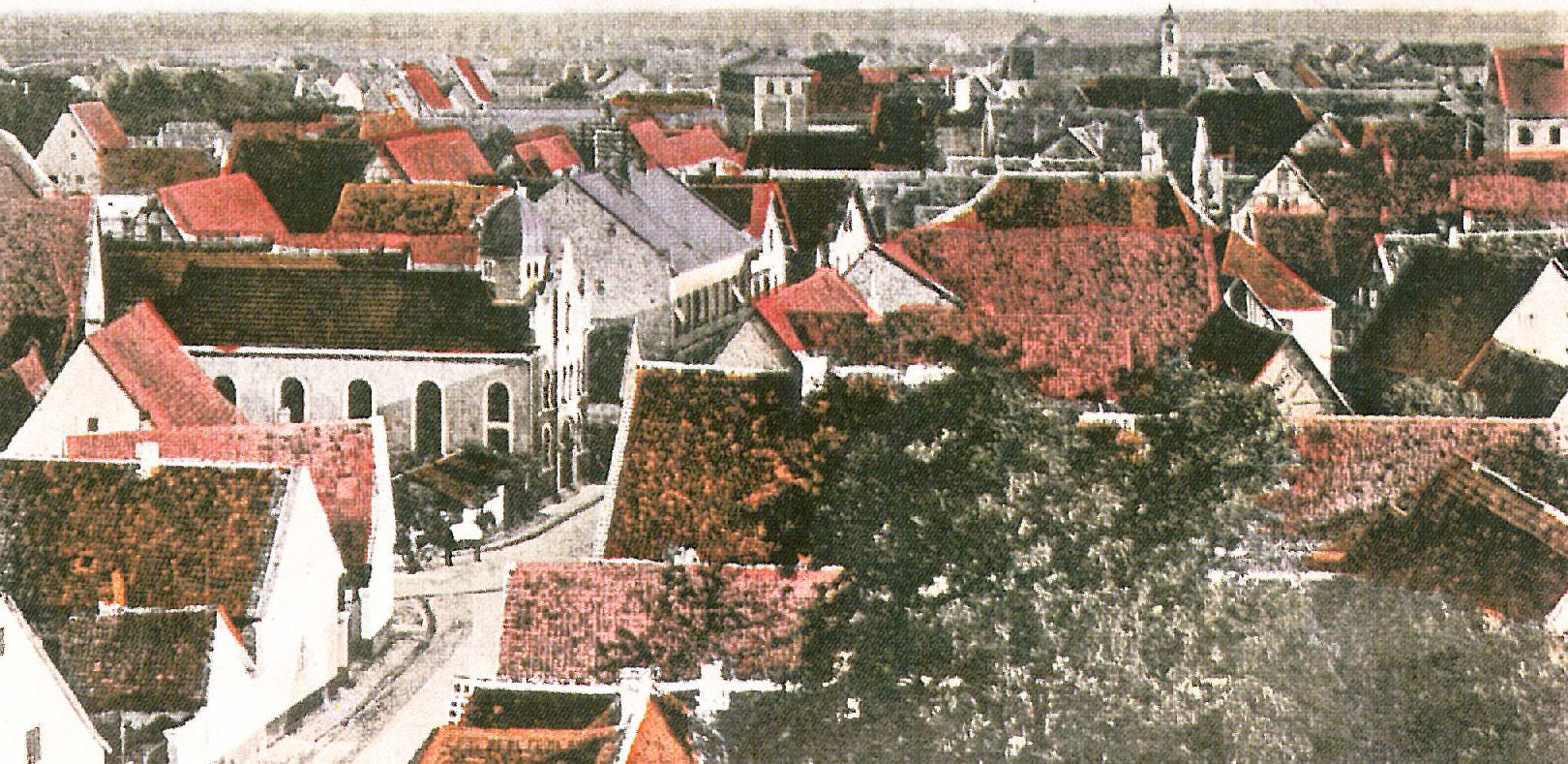
Ehemalige Synagoge (links)

Jüdisches Leben wurde erstmals 1719 in Mutterstadt erwähnt. Im Jahr 1722 wohnten im Ort nur wenige Juden. Ihre Zahl stieg im 19. Jahrhundert auf 171 Personen an, nahm dann aber wieder ab. In der kurpfälzischen Zeit lebten in Mutterstadt nur wenige Juden; ihre Zahl vervierfachte sich jedoch in der französischen Zeit. Die Gründe dafür lagen in der Belebung von Handel und Gewerbe, als Mutterstadt 1798 zur Hauptstadt des französischen Kantons Mutterstadt geworden war.
Die jüdische Gemeinde war in die Dorfgemeinde so gut integriert, dass die politische Gemeinde 1838 den Bau der Synagoge unterstützte. Die Synagoge wurde beim Novemberpogrom 1938 niedergebrannt und die restlichen 52 Juden 1940 in das südfranzösische Lager Camp de Gurs deportiert, womit die Geschichte der Juden in Mutterstadt endete.
In Reminiszenz an die während des Dritten Reichs deportierten Juden wurden am 7. Februar 2022 vor Ort Stolpersteine verlegt.

### Muslime
Kontakt zu Muslimen hatten die Mutterstädter schon im Jahr 1919, als während der französischen Besetzung des Rheinlands nordafrikanische Soldaten im Ort stationiert waren, die ihre täglichen Gebete in einer Scheune abhielten und dabei immer einheimische Zuschauer hatten.
Durch den Zuzug von Gastarbeitern in den 1960er Jahren kamen türkische Muslime in den Ort, die sich in einem eigenen türkisch-islamischen Verein organisierten.

## Politik

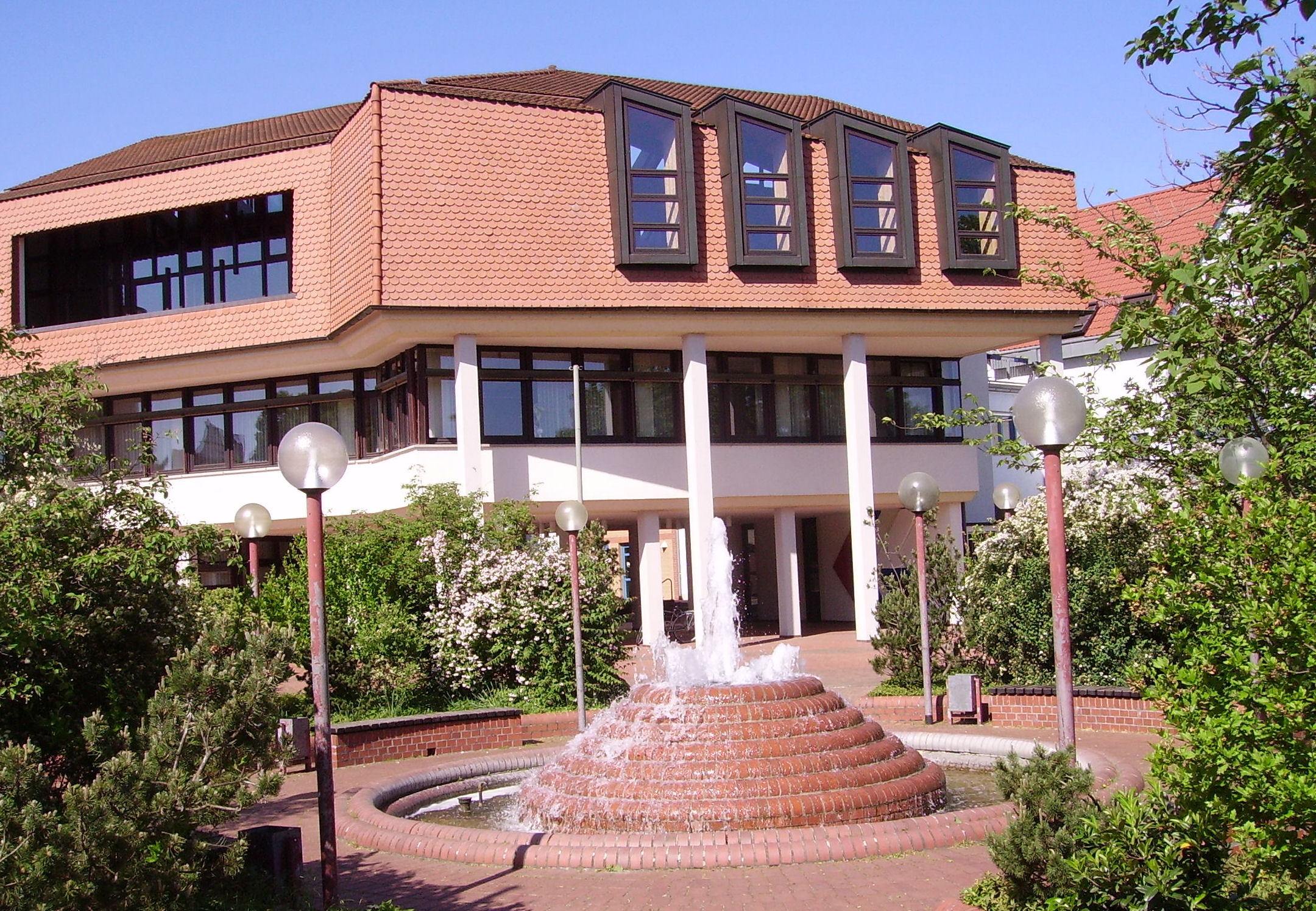
Rückseite des Neuen Rathauses

Bei Bundestagswahlen gehört die Gemeinde zum Wahlkreis Ludwigshafen/Frankenthal und bei Landtagswahlen zum Wahlkreis Mutterstadt.

### Gemeinderat
Der Gemeinderat in Mutterstadt besteht aus 28 ehrenamtlichen Ratsmitgliedern, die bei der Kommunalwahl am 9. Juni 2024 in einer personalisierten Verhältniswahl gewählt wurden, und dem hauptamtlichen Bürgermeister als Vorsitzendem.
Die Sitzverteilung im Gemeinderat:
| Wahl | SPD | CDU | GRÜNE | FDP | FWG | Gesamt   |
| ---- | --- | --- | ----- | --- | --- | -------- |
| 2024 | 10  | 8   | 3     | –   | 7   | 28 Sitze |
| 2019 | 11  | 8   | 4     | –   | 5   | 28 Sitze |
| 2014 | 13  | 10  | 2     | –   | 3   | 28 Sitze |
| 2009 | 12  | 9   | 1     | 2   | 4   | 28 Sitze |
| 2004 | 9   | 11  | 1     | 2   | 5   | 28 Sitze |

- FWG = Freie Wählergruppe Mutterstadt e. V.

### Bürgermeister
Thorsten Leva (SPD) wurde am 1. Juli 2023 Bürgermeister von Mutterstadt. Bei der Direktwahl am 5. März 2023 hatte er sich mit einem Stimmenanteil von 54,9 % gegen zwei Mitbewerber durchgesetzt.
Levas Vorgänger Hans-Dieter Schneider (SPD) hatte das Amt am 1. Juli 2007 von Ewald Ledig (FWG) übernommen, der es seit 1992 innehatte. Bei der Wahl vom 1. März 2015 wurde Schneider mit 94,92 % der abgegebenen Stimmen für weitere acht Jahre im Amt bestätigt. Bei der 2023 durchgeführten Direktwahl trat er aus Altersgründen nicht mehr an.

### Wappen

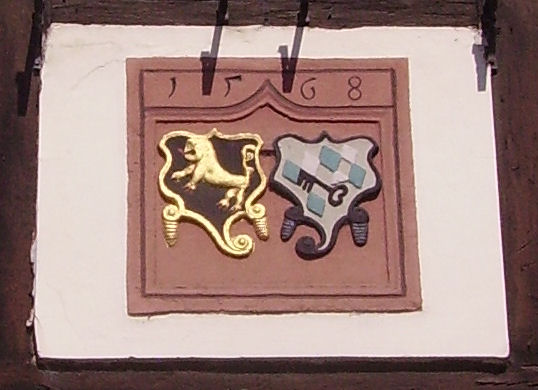
Doppelwappen am Alten Rathaus

Das Wappen zeigt in Blau einen schräg liegenden, mit dem abwärts gewendeten Bart nach oben gekehrten silbernen Schlüssel und geht auf ein Siegel aus dem 15. Jahrhundert zurück.
Der Schlüssel ist das Zeichen des Petrus, des Schutzpatrons des Ortes. Es hat seinen Ursprung in einem der beiden Wappenschilde, die an der Stirnseite des Historischen Rathauses angebracht sind. Sie zeigen den bayerischen Löwen und einen Schlüssel auf Rautenfeld.

### Partnerschaften
Im Jahr 2000 gründeten interessierte Personen den Partnerschaftsverein Mutterstadt e. V., um in Europa nach geeigneten Partnergemeinden zu suchen. Der Gemeinderat beschloss 2001, jeweils mit einer Gemeinde in Frankreich und mit einer Gemeinde in Polen offizielle Beziehungen aufzunehmen.
So wurde 2002 mit der polnischen Kleinstadt Praszka (Woiwodschaft Oppeln) eine gemeinsame Erklärung zur Begründung einer Partnerschaft unterzeichnet. Die Suche nach einer passenden Gemeinde in Frankreich gestaltete sich wegen der bereits bestehenden großen Anzahl von deutsch-französischen Gemeindepartnerschaften als schwierig. Schließlich führte eine Suchmeldung an den „Rat der Gemeinden und Regionen Europas“ zum Erfolg. Es meldete sich die nordfranzösische Gemeinde Oignies aus dem Raum Lille. Nach gegenseitigen Besuchen konnte im Oktober 2004 die Partnerschaftsurkunde unterschrieben werden.
Eine dritte Partnerschaft besteht seit Oktober 2011 mit der Gemeinde Naturns in Südtirol.

## Bauwerke

### Kulturdenkmäler

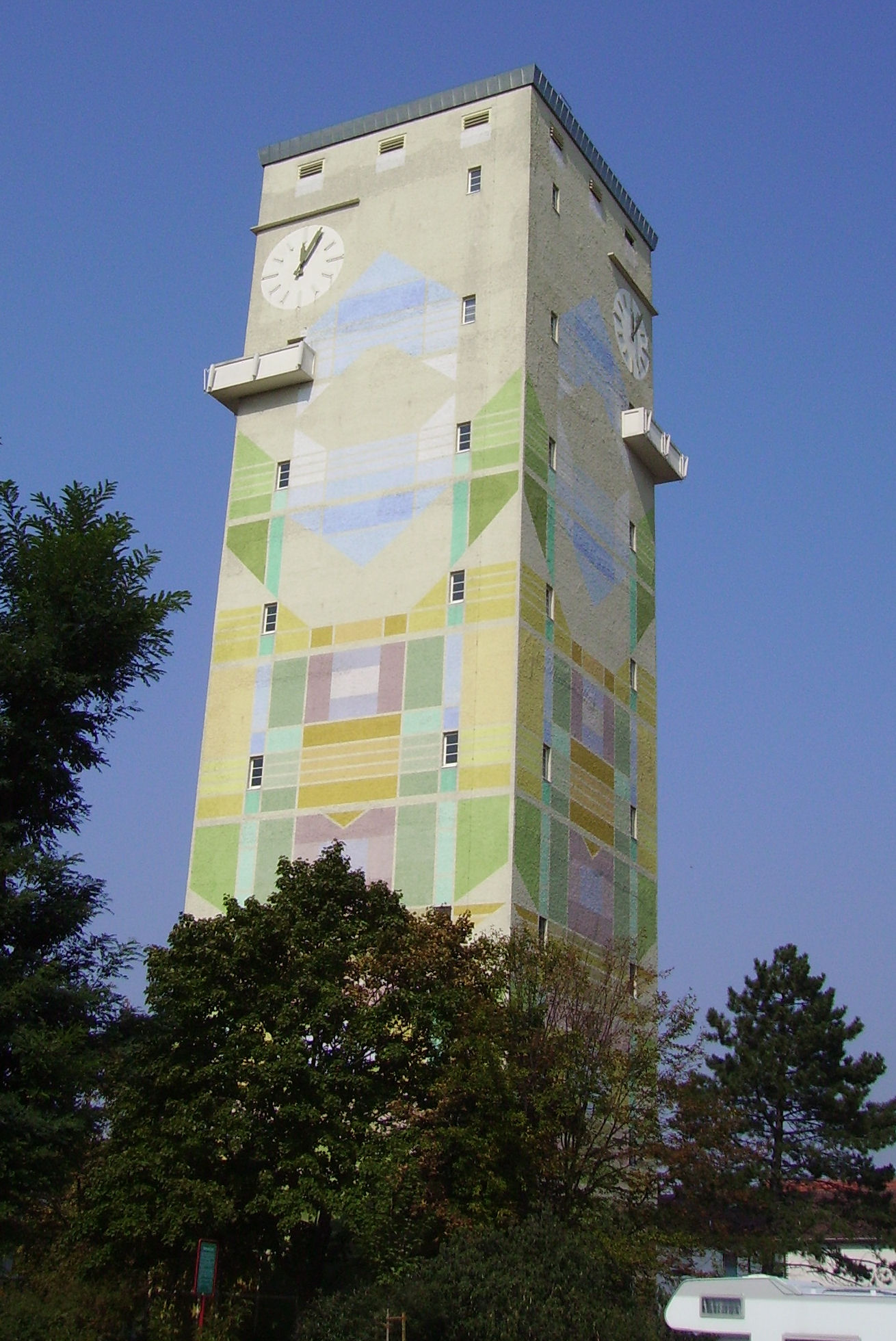
Wasserturm

Der Jüdische Friedhof an der Straße „Am Pfalzring“ ist als Denkmalzone ausgewiesen.
Hinzu kommen zahlreiche Einzelobjekte, die unter Denkmalschutz stehen, darunter das alte Rathaus, die evangelische Kirche und die katholische St.-Medardus-Kirche.
Das Postamt wurde 1927–1929 nach Plänen des Postbaurats Heinrich Müller erbaut. Es ist ein freistehender Bau mit Satteldach und einer eisenbeschlagene Tür, die mit einem Adler als Signet der Reichspost bzw. des Reichs dekoriert ist. Das Gebäude ist ein Beispiel für eine im Sinn des Neuen Bauens modifizierte traditionelle Architektur.
Der Mutterstadter Wasserturm wurde 1931 erbaut und ist bei quadratischer Grundfläche mit einer Höhe von 52,5 m eines der höchsten Bauwerke in Mutterstadt. Eine Besonderheit ist sein Stahlbeton-Skelett, bei dem acht äußere und vier innere Stützen den Behälter tragen. Die Form war eine Forderung des Gemeinderats. Im Innern führt eine eiserne Wendeltreppe durch den inneren Wasserbehälter zur Behälterdecke. Heute ist der Turm nicht mehr zur Aufrechterhaltung des Leitungsdrucks notwendig, dient aber der Vermeidung von Druckschwankungen. 1989 wurde der Turm saniert und erhielt vom Industriedesigner Friedrich-Ernst von Garnier einen auffälligen Außenanstrich mit geometrischen Motiven.

### Palatinum

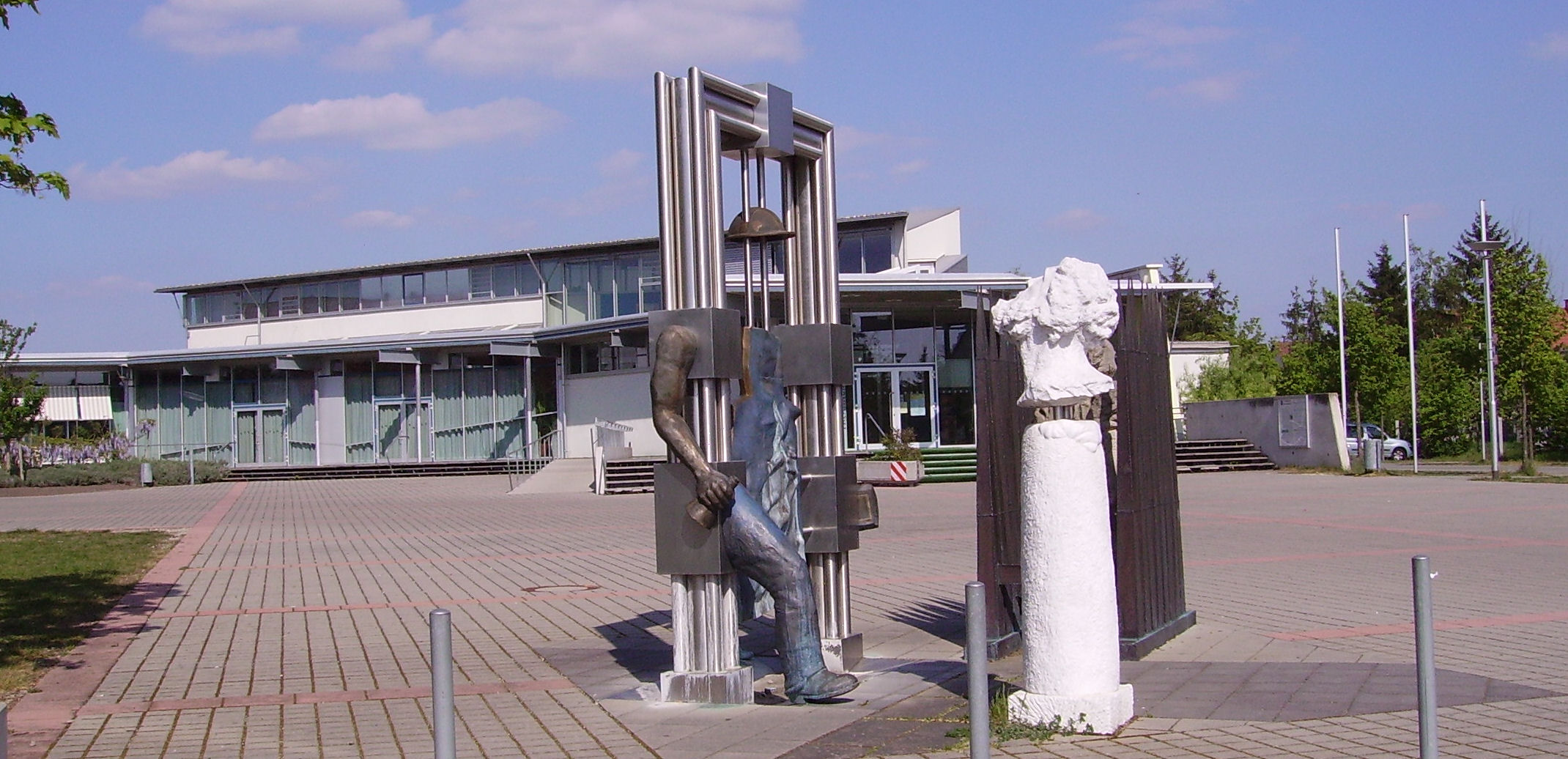
Skulpturengruppe vor dem Palatinum

Das Palatinum ist das Gemeindezentrum für Veranstaltungen, Kultur und Tagungen. Das variabel nutzbare Raumprogramm bietet bis zu 800 Personen Platz. Es ist eine kombinierte Sport- und Festhalle, die im Jahr 1999 fertiggestellt wurde.
Vor dem Palatinum steht ein Kunstwerk, das drei Motive aus der Geschichte Mutterstadts darstellt:
1. Die Büste steht für den römischen Ursprung des Ortes.
2. Die durch die Flachs-Hechel laufende Frau steht für den weiblichen Teil der Bevölkerung.
3. Die Torkonstruktion mit männlichem Torso symbolisiert den industriebezogenen Standort der Gemeinde und den männlichen Teil der Bevölkerung.

## Bildung

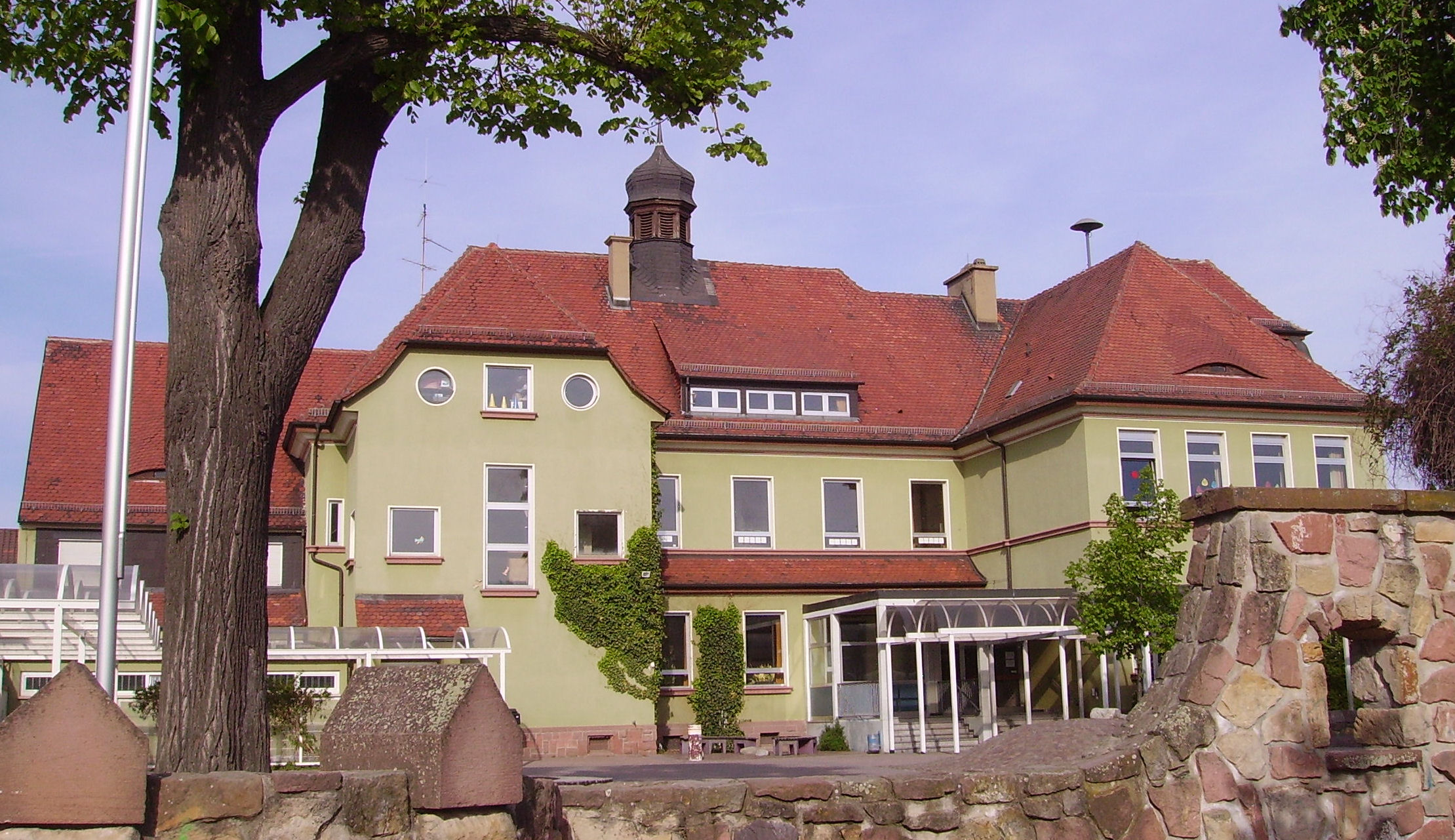
Pestalozzischule

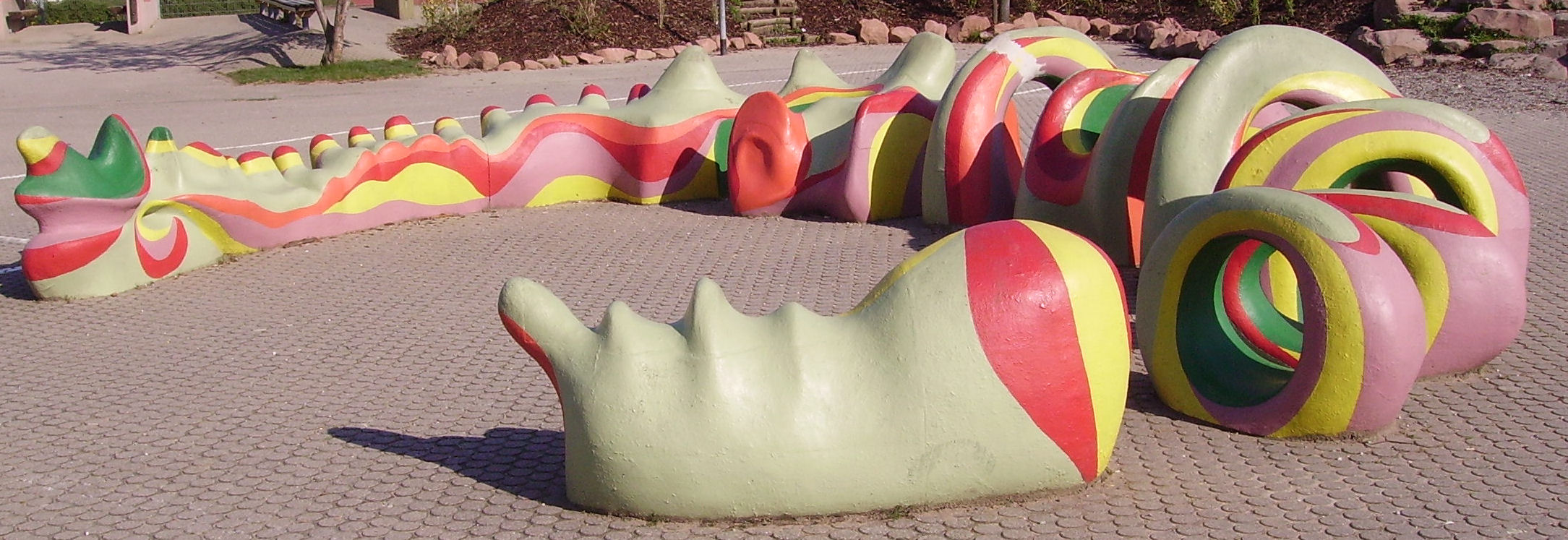
Schulhof der Grundschule „Im Mandelgraben“

### Schulwesen

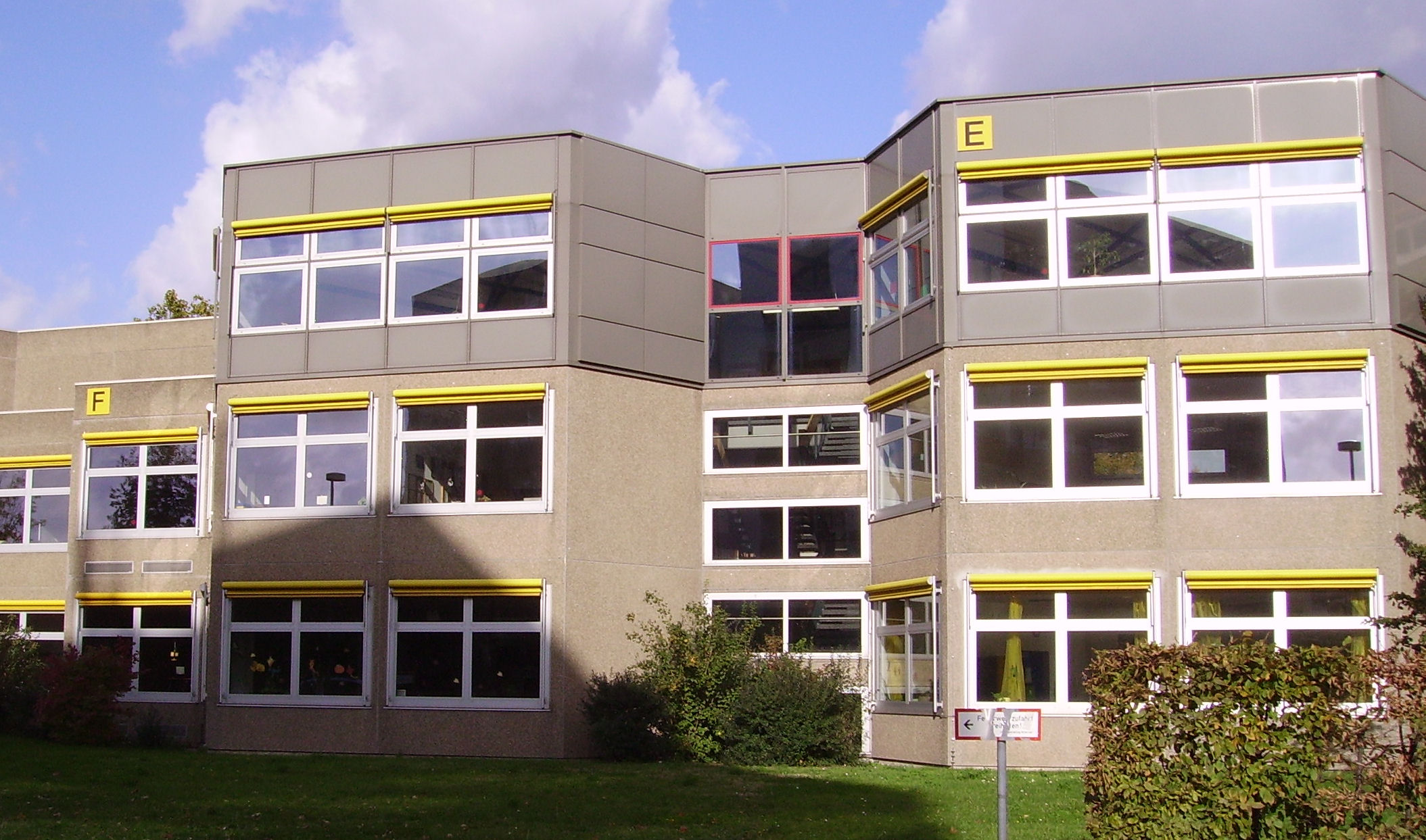
Integrierte Gesamtschule Mutterstadt

Die Entwicklung des Schulwesens wurde von der Nähe der Großstadt Ludwigshafen beeinflusst. So konnte sich lange keine höhere Schule entwickeln.
Im Jahr 1832 bezog die Volksschule einen Neubau mit vier protestantischen und zwei katholischen Schulabteilungen. 1867 wurde unter dem Einfluss des Apothekers Bohlig eine „Höhere Fortbildungsschule“ eingerichtet, die die Aufgabe hatte, Schülern die Kenntnisse zu vermitteln, die sie zum Übertritt in die 4. Klasse des Gymnasiums oder der Realschule nötig hätten.
Auf Veranlassung von Apotheker Bohlig unternahm man im Jahre 1869 den Versuch, sogenannte Kommunalschulen einzuführen, in denen sämtliche Kinder ohne Rücksicht auf ihre Konfession gemeinsam unterrichtet würden. 1874 wiederholte man die Abstimmung mit einer überwältigenden Mehrheit für die gemeinsame Schule. Doch wurde die Abstimmung angefochten und alles blieb beim Alten.
In der Zeit Nationalsozialismus wurden die beiden Bekenntnisschulen zu einer „Deutschen Gemeinschaftsschule“ vereinigt. Die jüdische Bekenntnisschule war bereits 1925 wegen zu geringer Schülerzahl aufgelöst worden.
Grundschulen
Grundschule „Im Mandelgraben“
Grundschule „Pestalozzischule“
Integrierte Gesamtschule Mutterstadt
Die Integrierte Gesamtschule Mutterstadt (IGS) ist in der Gemeinde Mutterstadt die einzige weiterführende Schule. Ihr Einzugsbereich ist überwiegend der Rhein-Pfalz-Kreis. Die 750 bis 800 Schülerinnen und Schüler werden von 70 Lehrerinnen und Lehrern unterrichtet. Sie wurde 1993 auf Initiative von Eltern aus dem damaligen Landkreis Ludwigshafen gegründet, da im Raum Mutterstadt eine große Nachfrage nach Gesamtschulplätzen bestand.
Volkshochschule
Volkshochschule Rhein-Pfalz-Kreis und örtliche Volkshochschule Mutterstadt

### Gemeindebibliothek
Die Gemeindebibliothek Mutterstadt ist in der sogenannten „Neuen Pforte“ in der Ortsmitte untergebracht und bietet 30.000 Medien zur Ausleihe an.

## Kultur und Freizeit

### Musik

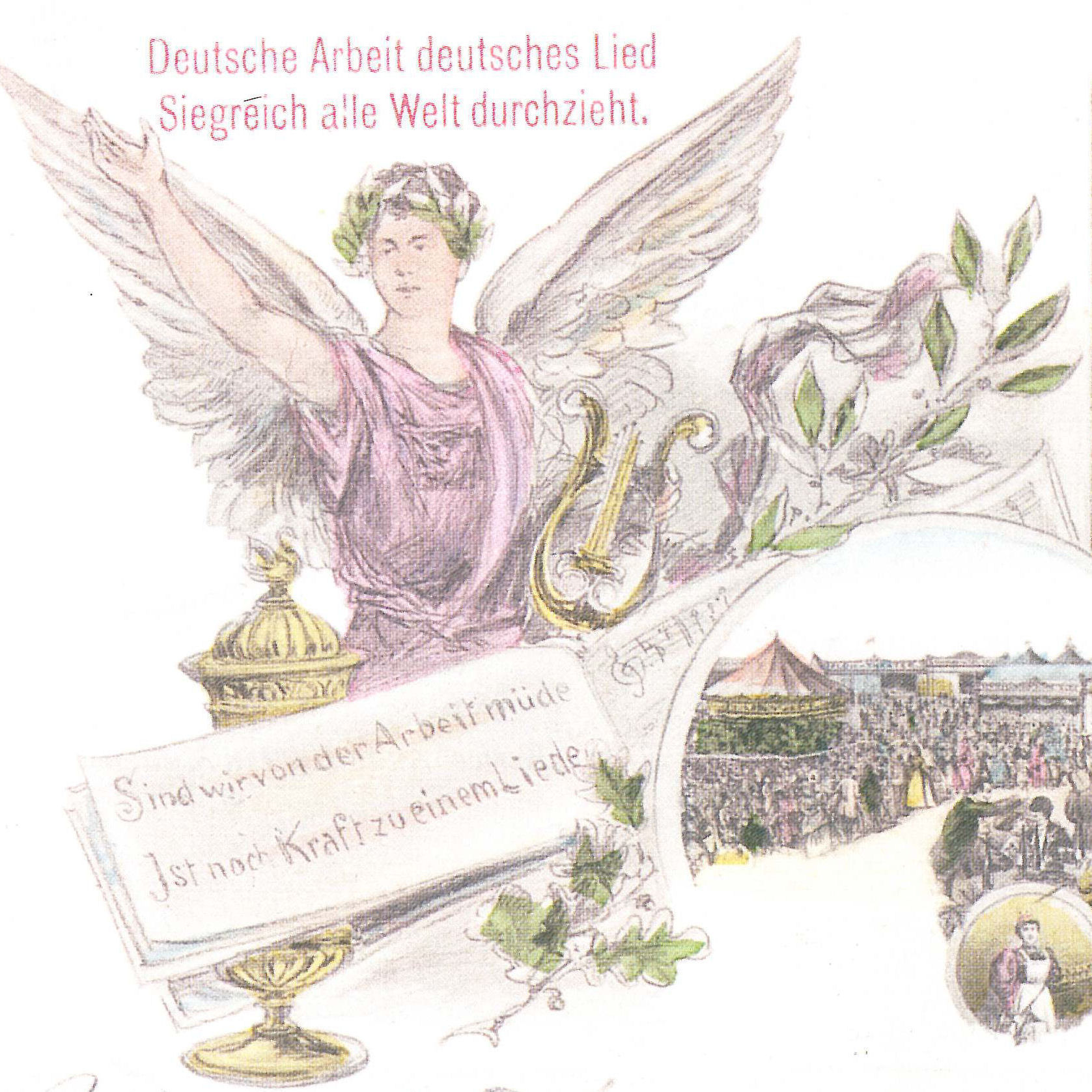
Postkarte des Gesangsvereins Germania, 1902:
„Sind wir von der Arbeit müde,
Ist noch Kraft zu einem Liede.“

Die Musik- und Gesangvereine haben eine lange Tradition in Mutterstadt. Im Jahr 1860 wurde der erste Männergesangverein gegründet. Der MGV 1860, der „alte Singverein“ tritt häufig in Chorgemeinschaft mit dem MGV 1864 Maudach auf. Der MGV Frohsinn 1873 hat einen Männerchor und einen Frauenchor, die auch als gemischter Chor auftreten sowie den Projektchor, der sich der modernen (oft englischsprachigen) Chormusik widmet. Der Gesangverein „Germania“ wurde 1877 als Männerchor gegründet, 1982 kam ein Frauenchor dazu, seit 2003 haben sie sich zum gemischten Chor zusammengeschlossen.
Der Pfarr-Cäcilien-Verein als gemischter Chor gibt als Gründungsjahr 1924 an, aber bereits 1889 bestand ein Männerchor in der katholischen Kirche. Ihm angegliedert ist ein Kinderchor. Auch der Evangelische Kirchenchor gestaltet Gottesdienste mit und pflegt die konzertante Kirchenmusik.
Außerdem gibt es den 1996 gegründeten Crescendo Chor, dessen Repertoire Gospels, Musicals und Pop- und Jazzmusik umfasst.
Zwei Musikvereine und zwei kirchliche Musikgruppen sind in der Gemeinde aktiv. Der Posaunenchor des CVJM Mutterstadt besteht seit über 60 Jahren. Er ist regelmäßig bei Gottesdiensten und Konzerten in der evangelischen Kirche zu hören. Darüber hinaus ist er auch bei weltlichen Aktivitäten in der Gemeinde zu hören. Die Blaskapelle Mutterstadt 1928 e. V. wurde ursprünglich als Musikabteilung des Katholischen Arbeitervereins gegründet. Außer bei der Mitgestaltung von Gottesdiensten ist die Kapelle auch bei vielen Festen zu hören. Regelmäßig werden eigene Konzerte veranstaltet. Die Ausbildung junger Musiker ist dem Verein ein wichtiges Anliegen. Schon seit 1992 besteht ein Jugendorchester.
Mutterstadt zeichnet sich durch eine aktive Musikszene aus, die vorwiegend von Punkrock-, Crossover- und Heavy-Metal-Bands geprägt wurde. Bands wie XOX, Alice D. oder später The Feebles, ZUARG und Ismir Egahl prägten einen Stil, an dem man Musiker aus Mutterstadt erkennt. Weitergeführt wurde die Musikszene – deren Zentrum der ortsansässige Jugendtreff ist – von jüngeren Bands, wie z. B. Shamrock, 50 P.S.E., Boiling Blood, Bon Storno 10, u. a. Durch Initiative von Teilen dieser Bands entstand im Jahr 2003 das erste Waldpark Open Air, das seitdem jährlich auf dem Gelände der Waldranderholung stattfindet und regionalen Bands der Stilrichtungen Punk, Metal und Hardcore Auftrittsmöglichkeiten bietet.

### Natur

#### Gemeindewald

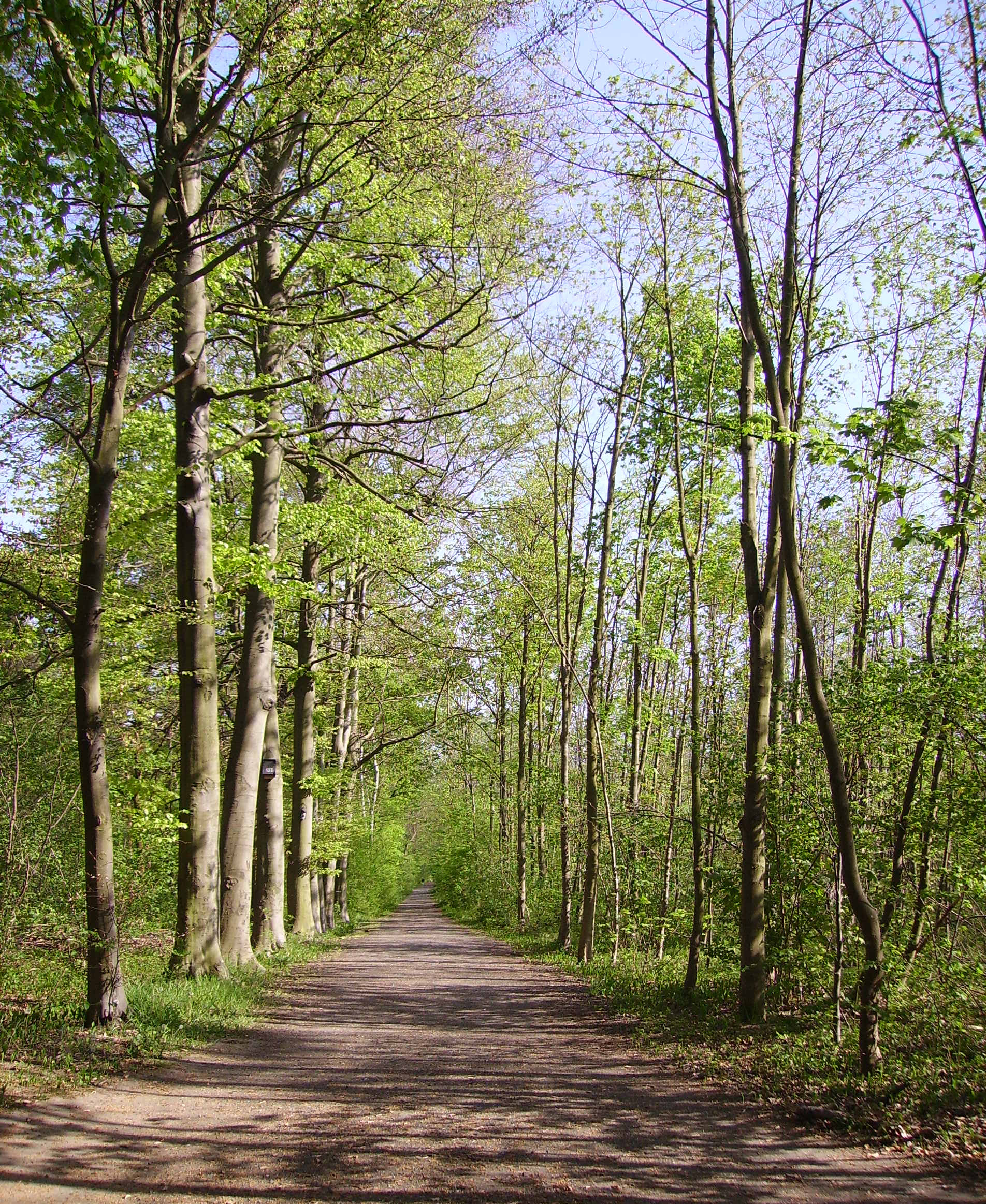
Gemeindewald heute

Im Süden der Gemarkung befindet sich der 130 Hektar große Gemeindewald. Es ist ein Laubwald mit alten Eichenbeständen. Er wird in Nord-Süd-Richtung vom Floßbach durchzogen und im Südwesten vom Böhlgraben begrenzt. Der Wald hatte vor Jahrhunderten ein Vielfaches seiner heutigen Ausdehnungen. Sein Holz wurde im 18. Jahrhundert über Gräben (Floßbach) in die umliegenden Orte transportiert. Da in der holzarmen Rheinebene ein starker Bedarf an Holz herrschte, jedoch der Transport mittels Wagen das Holz verteuerte, ließen die kurpfälzischen Behörden vorhandene Wasserläufe für die Holzflößerei ausbauen. Der Graben musste von den angrenzenden Gemeinden ausgehoben werden. Im November 1741 wurde das erste Holz bis nach Fußgönheim geflößt. Der Betrieb steigerte sich rasch. Im Jahr 1742 wurde von August bis November ununterbrochen für die Saline geflößt.
Die Zeit des Flößens verursachte eine Überschwemmung der Felder. 1770 beklagten sich Bauern, dass Äcker das ganze Jahr nicht gebaut werden konnten. Die Holzflößerei auf dem Floßbach blühte beinahe 140 Jahre lang, ging aber durch die zunehmende Nutzung der Eisenbahn rasch zurück, um Anfang der 1880er Jahre völlig zu erliegen.
Die Mutterstadter Bauern wollten den Wald als Viehweide nutzen, doch die Forstbehörde bestand darauf, dass das Vieh aus dem Wald ferngehalten werde. Eine Verordnung des Kurfürsten setzte durch, dass die Waldweiden geräumt und die Waldbestände erneuert wurden. Die vorgelagerte Wacholderplatte aber wurde zu Äckern gemacht. Die Jagd im Wald blieb herrschaftliches Privileg und wurde von einem kurpfälzischen „Hühnerfänger“ beaufsichtigt. Von Zeit zu Zeit wurden größere Jagden abgehalten, bei denen die Gemeinde Treiber stellen musste und die Zeche zu bezahlen hatte, die die herrschaftlichen Jäger in den Gaststätten hinterließen.

#### Walderholungsstätte

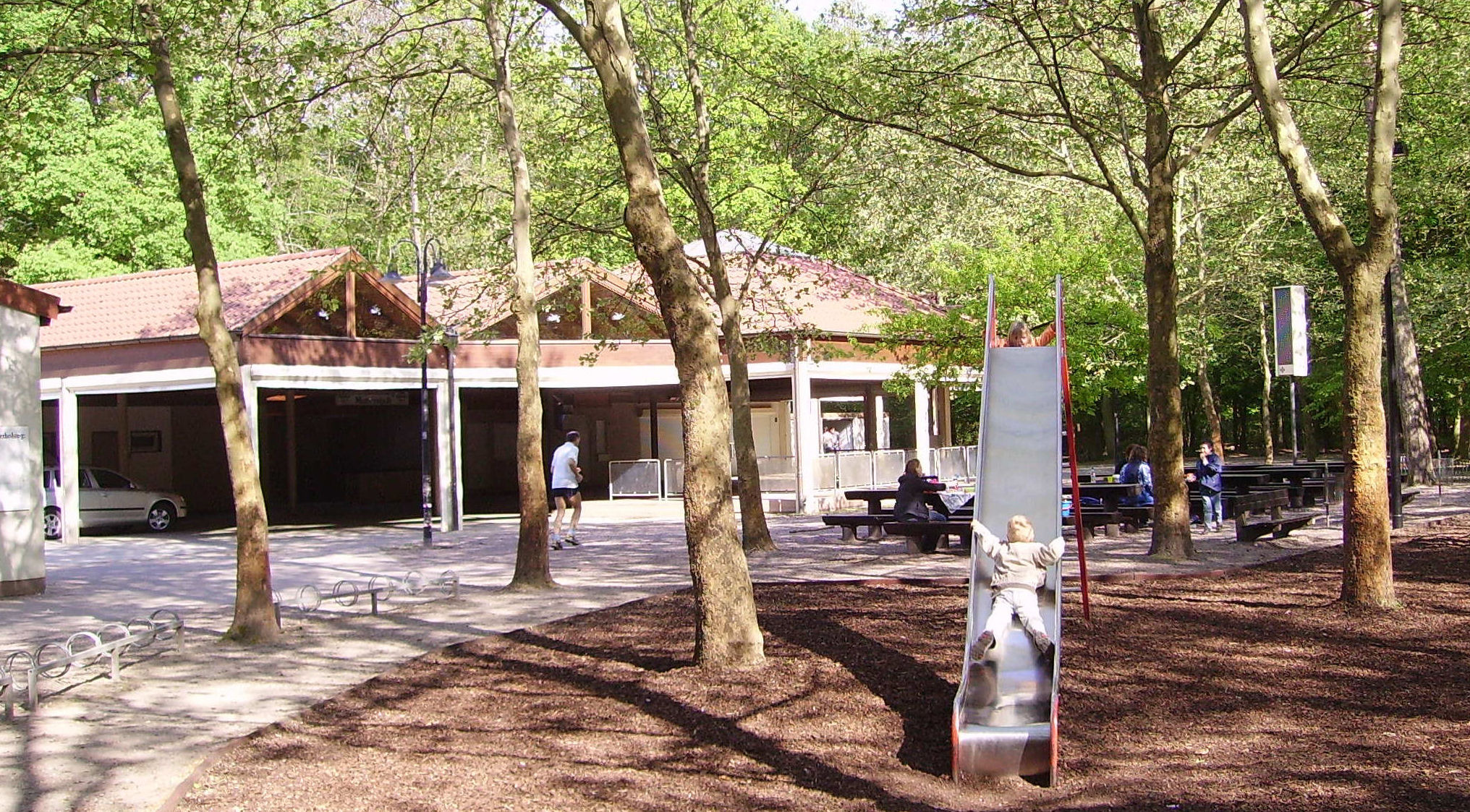
Walderholungsstätte

1916 beabsichtigte die BASF einen Teil des Mutterstadter Waldes zu einem Volkspark umzugestalten, scheute aber dann vor den Kosten zurück.
Am Waldhäusel führte seit 1954 die Arbeiterwohlfahrt jährlich während der Schulferien eine Kindererholung durch.
In den Jahren 1961 bis 1964 wurde unter großem Kostenaufwand die Walderholungsstätte mit einer 120 Quadratmeter großen überdachten Liegehalle, einer Großküche und einem 160 Quadratmeter großen Speisesaal eingerichtet.

#### Sonstiges
Innerhalb des Gemeindegebiets existieren insgesamt zwei Naturdenkmale.

### Sport
Auf Anregung von Ernst Bohlig, dem damals „stärksten Mann der Welt“, der einen Vortrag über den Wert körperlicher Ertüchtigung im Sinne des Turnvaters Jahn gehalten hatte, beschlossen 15 Männer im Jahr 1886 die Gründung eines Turnvereins, dem bald 54 Männer beitraten. Im selben Jahr wurde auch ein zweiter Turnverein, der Turnerbund Germania, gegründet. Als Übungsstätte nutzten die Turner eine Scheune, bevor sie 1907 ein geeignetes Gelände erwarben und darauf 1908 eine Turnhalle bauten. Nach dem Ersten Weltkrieg fusionierten die beiden Turnergemeinschaften zu den „Vereinigten Turnvereinen Mutterstadt“.
Nach dem Ersten Weltkrieg hatte sich ein Ortskartell der freien Sportvereine gebildet, dem der „Arbeiter-Rad- und Kraftfahrerbund Solidarität“, der „Freie Athleten-Klub Deutsche Eiche“, der „Freie Sportverein“ und der „Freie Wander- und Vergnügungsklub Edelweiß“ angehörten.
Im Jahr 1946 wurde mit Genehmigung der Militärregierung der „Allgemeine Sportverein“ gegründet. In ihm schlossen sich Mitglieder der ehemaligen „Vereinigten Turnvereine“, aber auch des freien Sportkartells, des Radfahrerbunds Schwalbe und des Schachvereins zusammen.
Zudem existiert vor Ort der Fußballverein FG 08 Mutterstadt.

#### TSG Mutterstadt
Ein Großverein in Mutterstadt ist die TSG Mutterstadt 1886. Sie bietet ihren Mitgliedern eine Handball-, Leichtathletik-, Schach-, Turn-, Rasenkraftsport- und Aerobicabteilung sowie Möglichkeiten zur Kinder- und Babygymnastik.
Dieser Verein holt im Jahr 1957 den ersten von zwölf deutschen Mannschaftsmeistertiteln im Gewichtheben nach Mutterstadt. Die Gewichtheberabteilung löste sich allerdings im Jahr 1969 als AC Mutterstadt aus dem Großverein.

#### LTC Mutterstadt
Der LTC 1993 Mutterstadt bildete sich 1993 aus ehemaligen Mitgliedern der TSG Mutterstadt. Er bietet seinen Mitgliedern Übungsmöglichkeiten in Leichtathletik, Turnen/Rückenschule, Badminton und Athletic Fitness. Der Schwerpunkt liegt im Kinder- und Jugendbereich mit „Eltern-Kind-Turnen“, „Kinder-Leichtathletik“ und „Kinder-Turnstunde“. Überregional bekannt ist der Mutterstadter Volkslauf, der jährlich im September im Mutterstadter Wald veranstaltet wird.

#### AC Mutterstadt

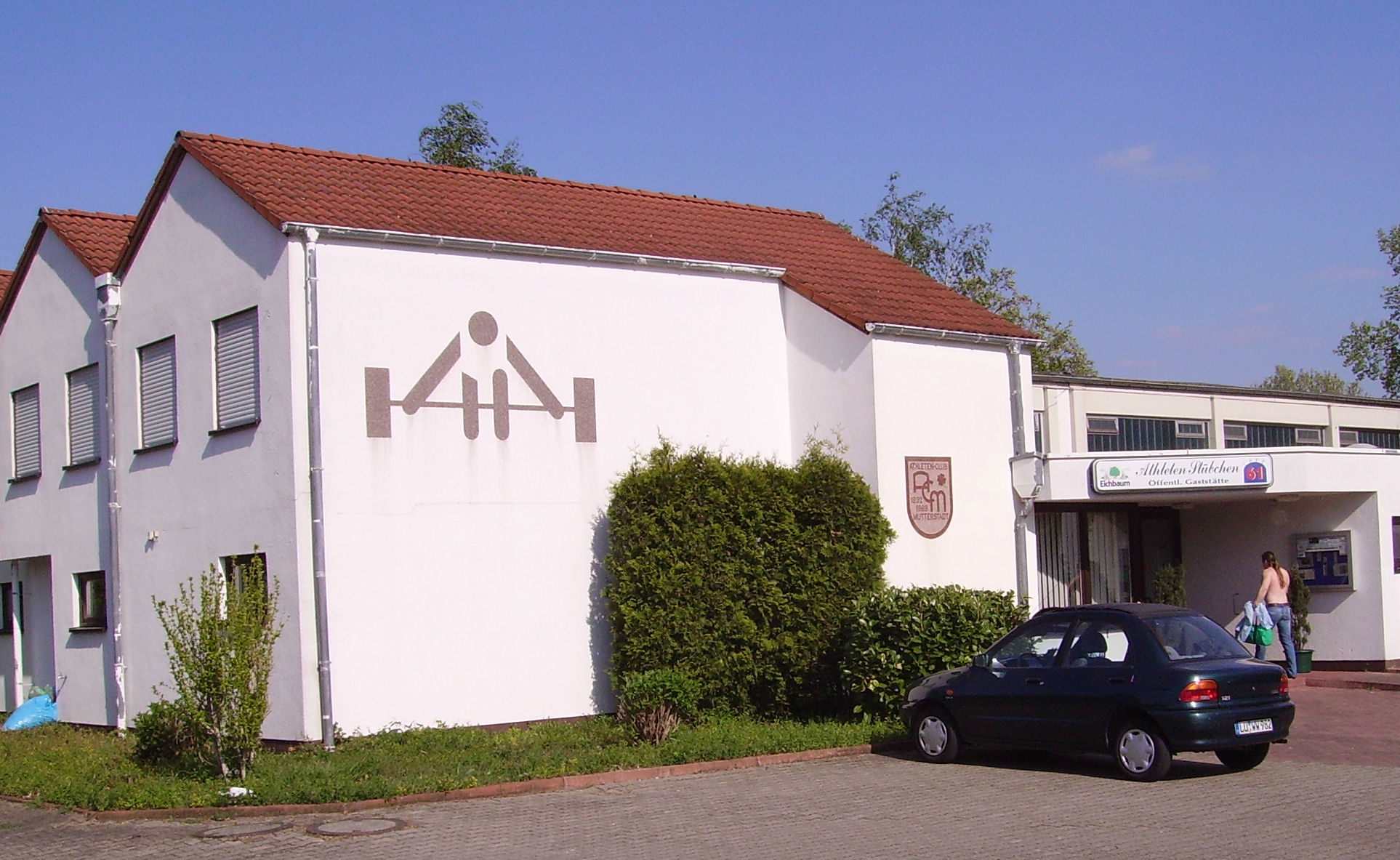
Trainingszentrum der Gewichtheber

Der AC Mutterstadt brachte Gewichtheber von internationalem Rang hervor. Darunter die drei Weltmeister Rainer Dörrzapf, Ronny Weller und Joto Jotov. Der Verein entsandte außerdem sieben Athleten zu Olympischen Spielen und stellte insgesamt 108 deutsche Einzelmeister in Gewichtheben. Mit zwölf deutschen Mannschaftsmeisterschaften (einschließlich der Titel unter dem Namen TSG Mutterstadt) ist der Verein darüber hinaus deutscher Rekordmeister in Gewichtheben.
Im Jahr 2002 meldete sich der Verein jedoch aus der Gewichtheber-Bundesliga ab, stellte den Gewichtheberbetrieb ein und konzentrierte sich auf den Freizeitsport. Die Zahl der Mitglieder sank von 1.200 Mitgliedern auf 350. Mitte 2005 wurde allerdings in der Landesliga Rheinland-Pfalz/Saar ein Neuanfang im Gewichtheben in Angriff genommen. Inzwischen ist der Verein finanziell gesundet und startet mit seiner 1. Mannschaft wieder in der 1. Gewichtheber-Bundesliga.

#### Sportstätten

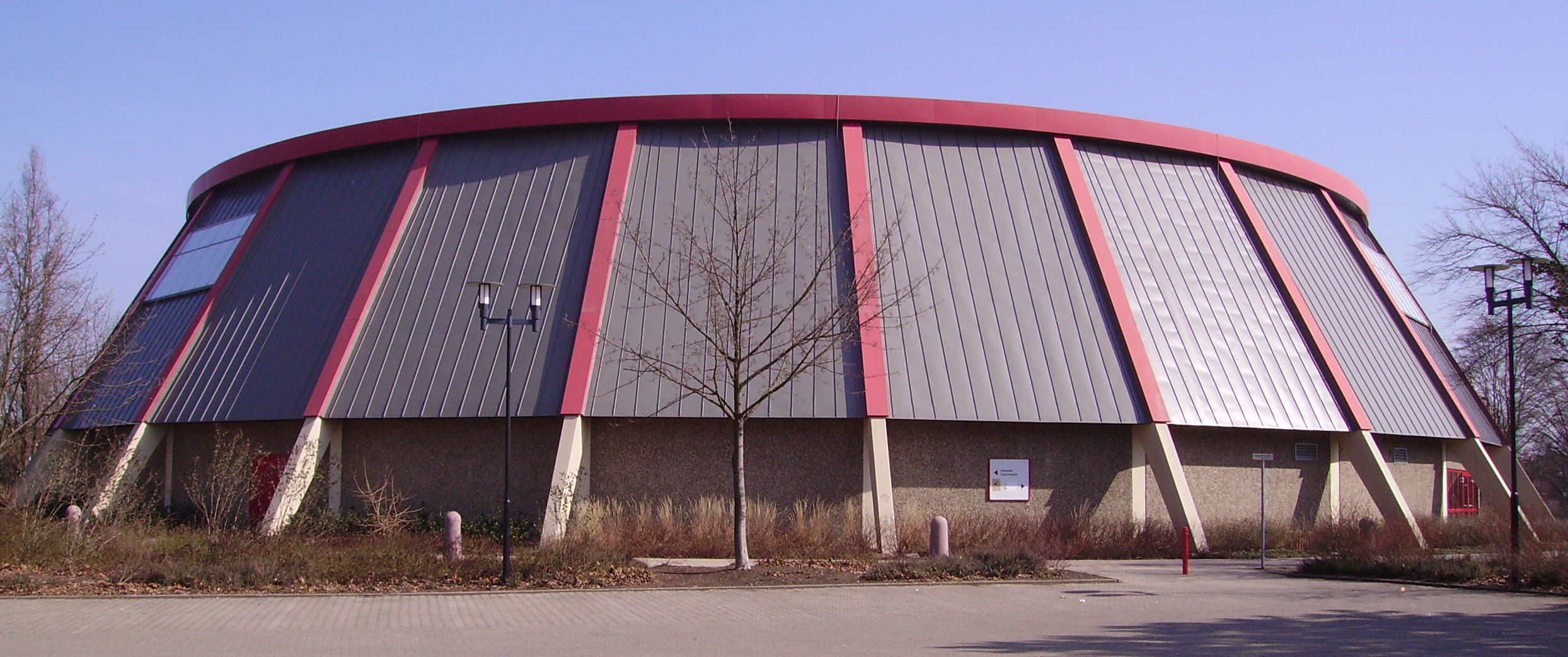
Rundsporthalle

Für Sportveranstaltungen gibt es drei Großsporthallen, den Sportpark, das Kegel-Center sowie das Gewichthebezentrum. Außerdem wurde das Hallen- und Freibad modernisiert und in das Spaß- und Erholungsbad „Aquabella“ umgebaut.
Das Schwimmbad entstand nach einer Übereinkunft der beiden Gemeinden Mutterstadt und Limburgerhof, unter Beteiligung des Landkreises ein gemeinsames Bad zu errichten. Dafür ließ die Gemeinde Limburgerhof die vorgesehene Kleinlösung eines rein örtlichen Bades fallen. So konnte am Ende der 1960er Jahre ein gemeinschaftliches Hallenbad zwischen beiden Orten gebaut werden. Mutterstadt stellt dafür 5,4 Hektar gemeindeeigenes Land zur Verfügung und der Zweckverband für die Wasserversorgung garantiert durch die Anlage einer Brunnengalerie mit Pumpwerk die Zufuhr des Wassers.

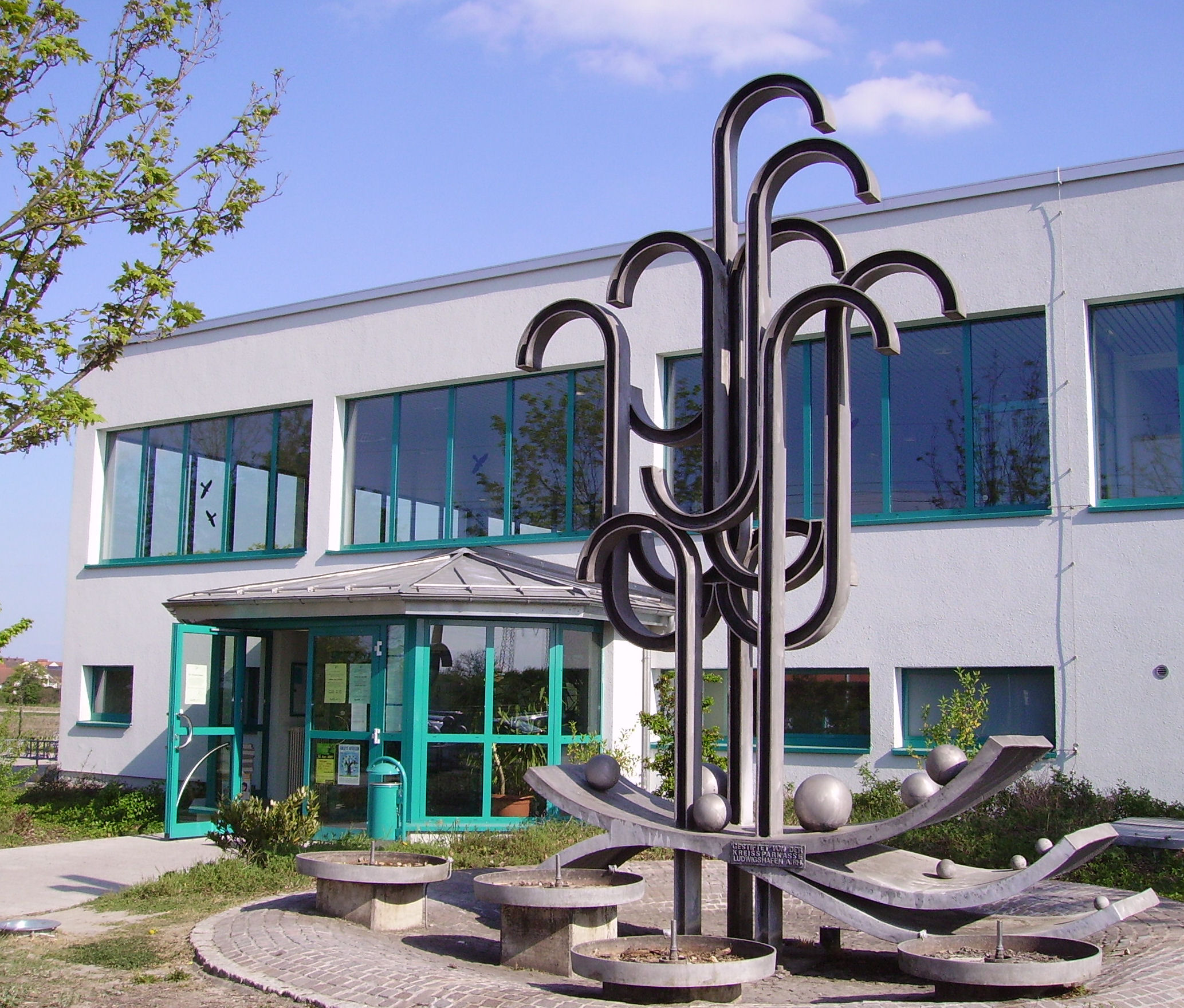
Aquabella

Das Freibad wurde im Jahr 1978 gebaut. Ende der 1990er Jahre mussten viele Reparaturen durchgeführt werden. Da bei der Untersuchung der Bausubstanz mehrere erhebliche Bauschäden zutage traten, die zum Teil konstruktiv bedingt sind, stand eine Schließung des Bades kurz bevor, da Bestimmungen und Normen nicht mehr eingehalten werden konnten. Doch nach Protesten der Bevölkerung und von Kommunalpolitikern wurde der Erhalt des Bades durch Landeszuschüsse gesichert. Es wurden Maßnahmen zur Attraktivitätssteigerung ausgeführt, dazu gehörten eine Großwasserrutsche (Länge: 74 Meter), ein neues Kinderbecken, ein Whirlpool und ein kleines, im Winter beheiztes Außenbecken. Außerdem wurde die Sauna neu gestaltet und auf eine Kapazität von 30 Personen erweitert.

### Freizeit

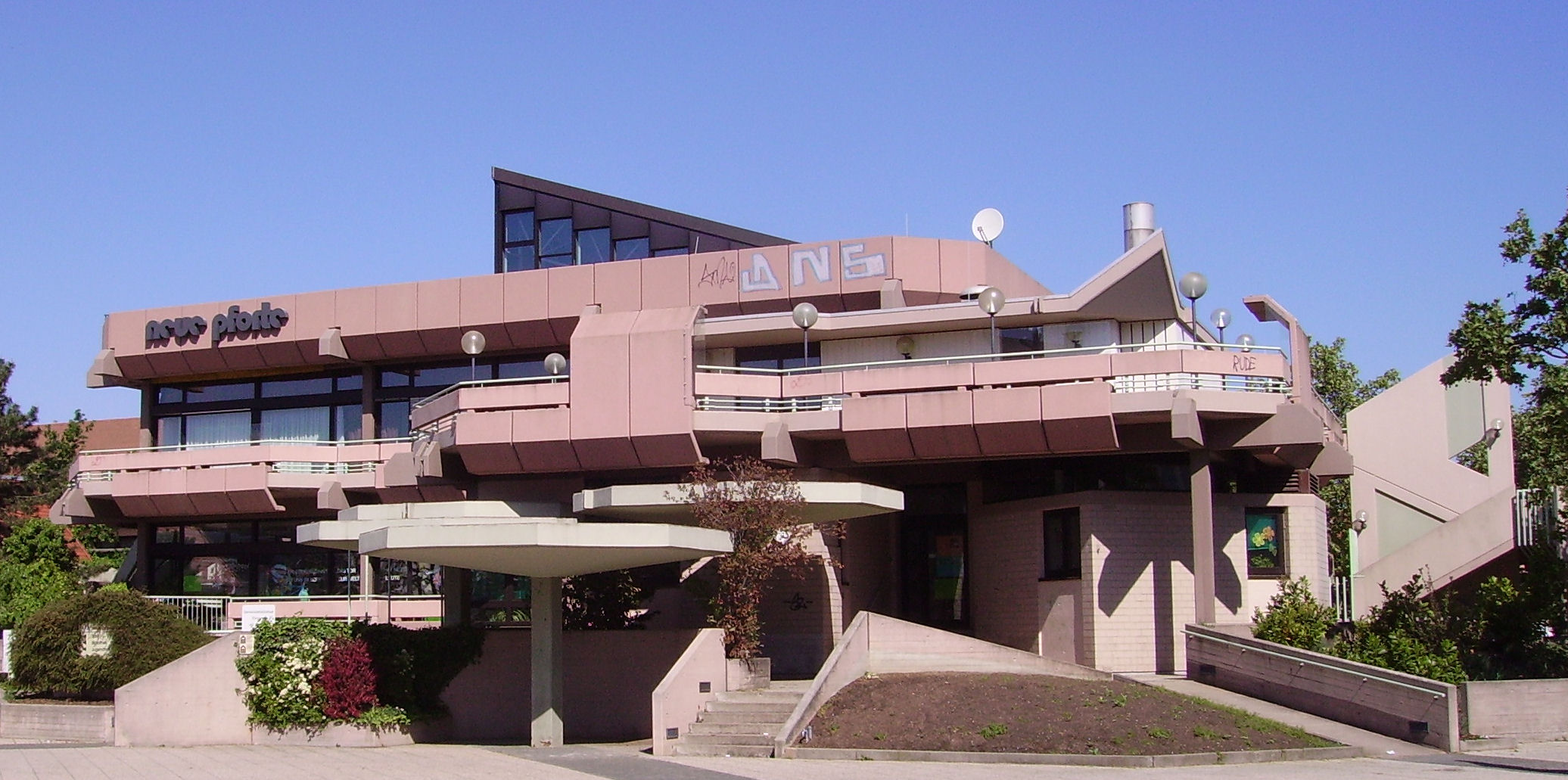
Neue Pforte im Ortszentrum

#### Vereine
Das gesellschaftliche Leben wird geprägt von nahezu 70 Vereinen sowie von zahlreichen Festen wie zum Beispiel Straßenfastnacht mit Umzug, Kerwe und Weihnachtsmarkt. Die ehemalige Volksschule wurde in ein Haus der Vereine umgewandelt, das den örtlichen Vereinen zur Verfügung steht.
Ebenso steht das Gemeindezentrum Neue Pforte mit Veranstaltungsräumen für Vereine, Organisationen und Privatpersonen zur Verfügung.
Die Gemeinde verfügt zudem eine Ortsgruppe des CVJM, die 2023 fünf Mitglieder umfasste und im Landesverband CVJM Pfalz organisiert ist.

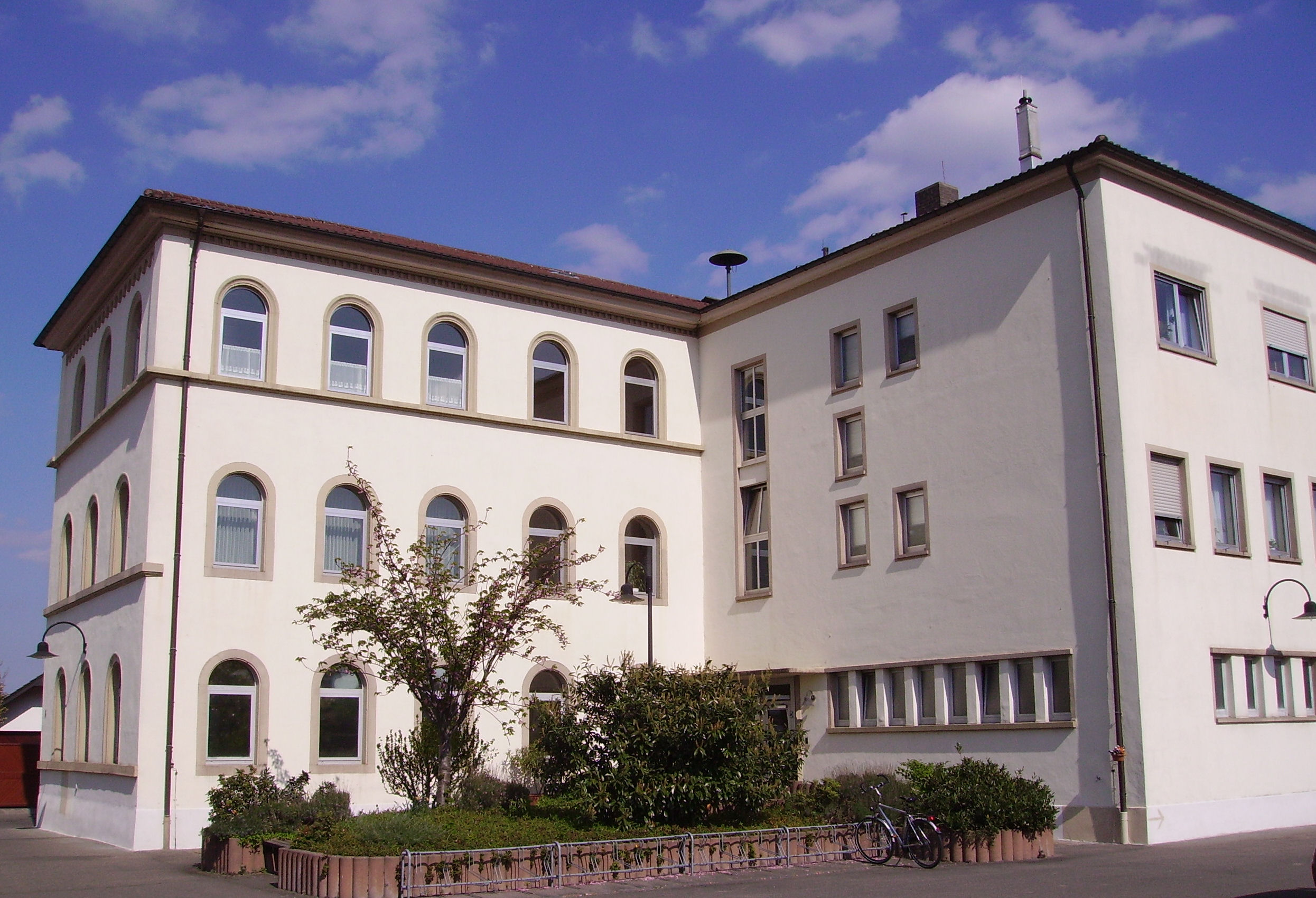
Haus der Vereine

#### Grumbeer- und Gemüsestraße
Durch den Ort führt eine Nebenlinie der Deutschen Grumbeer- und Gemüsestraße, die im Jahr 2005 eröffnet wurde und auf 145 Kilometer Länge durch die Vorderpfalz führt. Grumbeer (hochdeutsch: „Grundbirne“) ist die pfälzische Bezeichnung für die Kartoffel, die nirgends in Deutschland so früh geerntet werden kann wie in der pfälzischen Rheinebene.

### Regelmäßige Veranstaltungen
In Mutterstadt finden jährlich über 200 Veranstaltungen, insbesondere im kulturellen und sportlichen Bereich, statt. Dazu gehören der Fastnachtsumzug mit Straßenfasnacht am Fastnachts-Dienstag, der Ostermarkt, der seinen Ursprung in der napoleonischen Zeit hat, und die Waldfeste der Vereine an der Walderholungsstätte. Außerdem feiert die Protestantische Kirchengemeinde am Wochenende vor den Sommerferien das Gemeindefest „Unter der Linde“ und die Katholische Kirchengemeinde an Fronleichnam im „Ritterhof“.
Höhepunkt ist die Kerwe, die Ende August gefeiert wird. Vereine und Gemeindeverwaltung haben sich zur „Kerwegemeinschaft“ zusammengeschlossen, um den Festplatz zwischen Rathaus und „Neue Pforte“ zu bewirtschaften. Gleichzeitig wird auch ein Straßenradrennen veranstaltet.

## Wirtschaft und Infrastruktur

### Verkehr

#### Straße
Mutterstadt liegt direkt an den Autobahnen A 61 und A 65 (Autobahnkreuz Mutterstadt) sowie an der Bundesstraße 9, hat aber keinen Eisenbahnanschluss.

#### Schiene

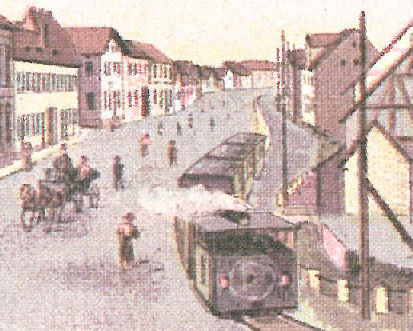
Lokalbahn „Feuriger Elias“ im Zentrum Mutterstadts

Die Chance für einen Eisenbahnanschluss wurde bereits im Jahr 1830 beim Bau der Pfälzischen Ludwigsbahn vergeben. Statt die Strecke durch den südlichen Ortsrand zu führen, entschied die Gemeinde, den Bahnhof am äußersten Gemarkungsrand, im heutigen Limburgerhof, einzurichten. Die Lokalbahn Feuriger Elias, die ab 1890 durch den Ort führte, war dafür kein Ersatz und wurde 1955 stillgelegt. Die Eröffnung der Lokalbahn führte dazu, dass die Abwanderung in die Stadt merklich abnahm. Viele Arbeitnehmer behielten nun ihren Wohnsitz bei, da sie vielfach auch noch lokalen Grundbesitz hatten.
1949 verkehrten 16 Zugpaare täglich, obwohl die parallel verlaufende Buslinie die Strecke in der halben Fahrzeit bewältigte – allerdings zu einem höheren Fahrpreis. Während des Tags waren die Züge meist recht mäßig besetzt, aber im Berufsverkehr transportierten sie oft mehr als 300 Fahrgäste. Dazu kam der Güterverkehr, der zur Erntezeit der Zuckerrüben besonders stark war und die Strecke den ganzen Tag über auslastete. Diesen Transporten wäre, so glaubte man, ein Omnibusbetrieb nicht gewachsen, so dass 1952 nochmals die Entscheidung zugunsten der Lokalbahn fiel, obwohl der Feurige Elias eine große Gefährdung für den zunehmenden Straßenverkehr darstellte – besonders in den engen Ortsdurchfahrten. Es wurden Diesellokomotiven beschafft, um Belästigungen durch Rauchschwaden zu vermeiden. Sie konnten zunächst nur für Güterzüge eingesetzt werden, weil sie über keine Einrichtung zur Beheizung der Wagen verfügten. Erst der Einsatz von Heizwagen ermöglichte die vollständige Ablösung der Dampflokomotiven. Schließlich erzwang die fortschreitende Motorisierung doch die Stilllegung der Kleinbahn, so dass 1955 der letzte Zug nach Mundenheim fuhr und die Fahrgäste fortan gänzlich von einer verstärkten Buslinie übernommen wurden.

#### Öffentlicher Personennahverkehr
Mutterstadt wird von drei Regionalbuslinien im Stundentakt bedient, die von Ludwigshafen (Berliner Platz) starten. Die Fahrpläne der Linien sind so gestaltet, dass es zwischen Mutterstadt und Ludwigshafen einen 20-Minuten-Takt gibt. Zu den Berufspendlerzeiten gibt es Durchbindungen direkt bis zur BASF, sodass man nicht auf die Straßenbahn in Ludwigshafen umsteigen muss. Der letzte Bus fährt um 22:36 Uhr von Ludwigshafen nach Mutterstadt. An Wochenenden und Feiertagen gibt es noch je einen Bus um 23:36 Uhr und 0:36 Uhr. Außerhalb der Busfahrzeiten gibt es noch ein Anruflinientaxi.

### Landwirtschaft

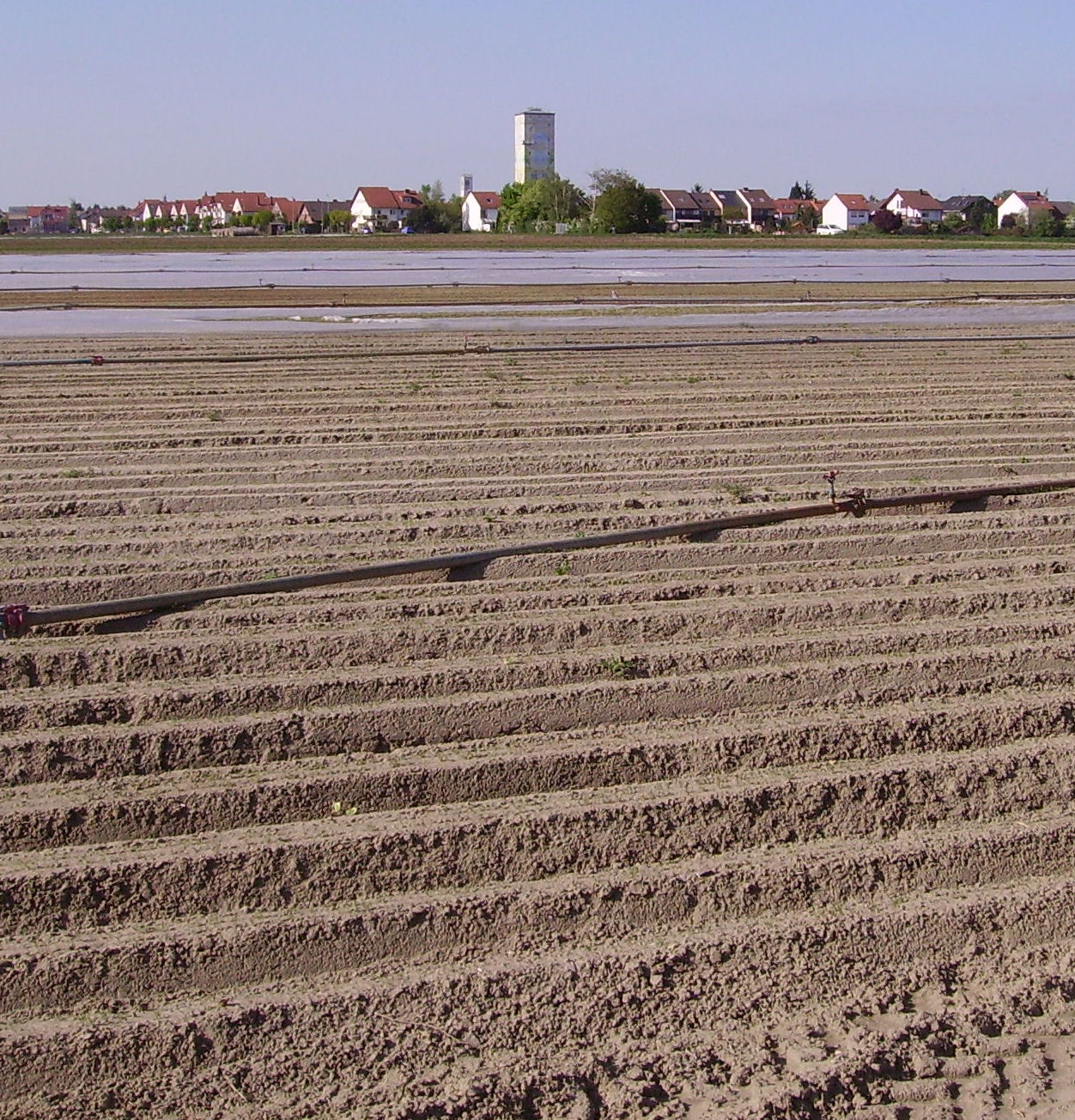
Mutterstadts sandige Felder

#### Bodennutzung
Die günstigen klimatischen Bedingungen bieten der Landwirtschaft mit dem Anbau von Sonderkulturen die Möglichkeit einer intensiven Bodennutzung. Zur Intensivierung der Bodenbearbeitung wurde der Wasserberegnungsverband Mutterstadt gegründet.

#### Pfalzmarkt
Die landwirtschaftlichen Produkte werden im Mutterstadter Pfalzmarkt („Pfalzmarkt für Obst und Gemüse eG“), dem größten genossenschaftlichen Gemüsegroßmarkt der Bundesrepublik, vermarktet. Er wurde im Jahr 1985 gegründet, zählt 2.100 Mitglieder und 250 Erzeuger, was ihn zu einem der bedeutendsten Vermarktern Europas macht. Auf 220.000 Quadratmetern Betriebsfläche stehen 70.000 Quadratmeter Lagerhallen zur Verfügung. Die Logistik erlaubt die termingetreue Abwicklung des Transports von 250 LKW täglich.
Die 250 Erzeuger produzieren auf einer Gesamtfläche von 12.000 Hektar mehr als 120.000 Tonnen Obst und Gemüse im Jahr. Zur Sicherstellung der Produktion wurde eine strategische Partnerschaften mit dem Beregnungsverband Vorderpfalz geschlossen und Tochterunternehmen wie zum Beispiel die PGÜ-Pfalz-Gemüse GmbH und die Taufrisch Vermarktungs GmbH gegründet. 90 Prozent der Produkte werden per Telefongebot geordert. Ernteprognosen bieten zwei Wochen im Voraus eine Orientierung zu Menge und Preis.
Neben Obst beliefert der Pfalzmarkt seine Kunden mit Bohnen, Bundzwiebeln, Kohl, Möhren, Radieschen, Salat und Tomaten sowie mit Edelgemüse wie Spargel, Artischocken und Broccoli.

#### Aussiedler
In der Gemarkung Mutterstadts wurden in den 1960er Jahren Aussiedlerhöfe errichtet, um den Landwirten Möglichkeiten zu geben, sich zu vergrößern.

#### Seide
Im 18. Jahrhundert ließ Kurfürst Karl Philipp eine „Seidenwurmfabrique“ gründen. Unter Karl Theodor musst jeder neuangehende Bürger zwei, jeder Beisasse einen Maulbeerbaum pflanzen. Da jedoch der Erfolg ausblieb, mussten die Gemeinden auf Dorfplätzen, Allmenden, Gräben und Dämmen Maulbeerpflanzungen anlegen. Im Jahr 1785 schloss die „Seidenbau-Plantagen-Gesellschaft Rigal und Consorten zu Heidelberg“ einen Vertrag mit der Gemeinde Mutterstadt ab, in dem die Gemeinde der Seidenbaugesellschaft das volle Eigentum aller in ihrer Gemarkung stehenden Maulbeerbäume übertrug und ihr weitere Plätze zur Verfügung stellte. Zur Beaufsichtigung der Bäume wurde ein eigener Obmann ernannt. Die Anlage der Kulturen sollte im Frondienst geschehen. Weder die ausgesetzten Belohnungen noch die angedrohten Strafen vermochten jedoch die Abneigung der Bauern zu überwinden. Die Französische Revolution steigerte diese Abneigung. Schließlich hob die kurpfälzische Regierung 1792 alle Privilegien der Seidenbaugesellschaft auf. Damit war das Ende dieser verhassten Kultur gekommen, von der sich noch heute an Gräben und in Gärten Maulbeersträucher finden.

#### Flachs

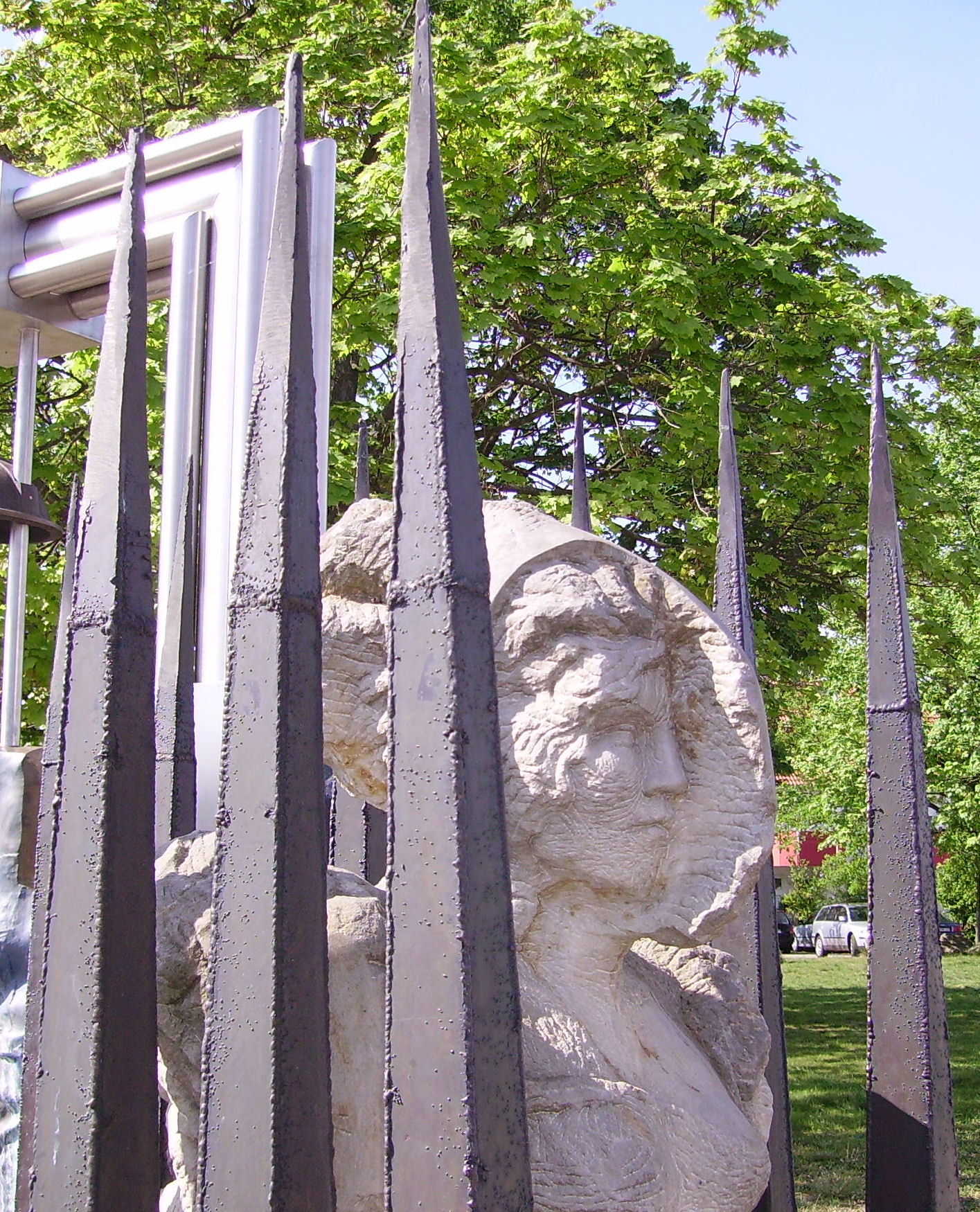
Skulptur vor dem Palatinum: Frau in einer Flachshechel

Im 18. und 19. Jahrhundert spielte der Flachsbau eine erhebliche Rolle. Die Anbaufläche stieg von 92 Hektar im Jahr 1789 auf 160 Hektar 1830. Im Jahr 1853 wurden nur noch 14 Hektar mit Hanf und Flachs bebaut. Danach wurde der Anbau bedeutungslos. Er wurde sowohl zur Gewinnung von Fasern als auch wegen seiner Früchte angebaut. Die Behörden waren bemüht, dem Mutterstadter Leinsamen seinen guten Ruf zu erhalten. 1769 wurde festgestellt, dass einige Mutterstädter fremden Leinsamen einführten und als einheimischen verkauften. Dennoch wurde wenige Jahre später der Bürgermeister beschuldigt, Nachts acht Malter Leinsamen aus Schifferstadt eingeführt und als Mutterstadter nach Schwaben weiterverkauft zu haben. Der Ackerbausachverständige J. N. Schwerz berichtet im Jahre 1814 aus der Pfalz:
„Der Flachs macht den Hauptgegenstand der Kultur von Mutterstadt aus. Man baut ihn größtenteils des Samens wegen, womit hier ein besonderer Handel getrieben wird. Mancher Samen, der unter dem Namen des Rigaer Leins verkauft wird, kam zu Mutterstadt zur Welt. Er wird nicht selten hier aufgekauft, macht eine kleine Reise und kehrt in einem Jahr in einem russischen Anzug wieder dahier zurück. Die Geschichte der Frau, die einst ihren Ring verlor und ihn nach ein paar Jahren in dem Leinsamen wiederfand, der vorgeblich von Riga gekommen war, trägt sich noch in dieser Gegend. Gerät der Samen wie eben in dem Jahre 1814, so ist der Flachs oft mehr wert als der Boden, Der Ertrag von 1 Morgen beläuft sich dann auf 250 rheinische Gulden.“
Welche Bedeutung der Flachsbau hatte, ersieht man daraus, dass die Missernte von 1826 die Gemeinde in Zahlungsschwierigkeiten brachte. Andererseits verschaffte der dem Ort einen gewissen Wohlstand. Der Leinsamen ging um 1850 meist zu Schiff den Rhein hinab nach Holland. Der Bast wurde von Aufkäufern aus dem Hunsrück, aus Franken und Württemberg aufgekauft.

#### Zuckerrüben
Die von Napoleon verhängte Kontinentalsperre rief Bestrebungen hervor, den aus englischen Kolonien eingeführten Rohrzucker durch Zucker aus selbst erzeugten Zuckerrüben zu ersetzen. Nach dem Zusammenbruch der französischen Herrschaft wurde der Anbau von Zuckerrüben zunächst jedoch wieder aufgegeben. Später wurden die Zuckerrüben bis in die 1950er Jahre mit der Lokalbahn „Feuriger Elias“ nach Mundenheim gebracht und dann auf den regulären Güterverkehr verladen.

#### Gemüse
Mutterstadt liegt in einer Region, die sich „Gemüsegarten Deutschlands“ nennt. In der stadtnahen Gemeinde fand schon früh der feldmäßige Gemüsebau Eingang. Im Vordergrund stand zuerst Weißkohl. 1919 ermittelte man jedoch bereits neben 124 Hektar Weißkohl 93 Hektar sonstigen Kohl, 76 Hektar Möhren, 9 Hektar Kohlrüben, 1 Hektar Zwiebeln und 2 Hektar sonstiges Gemüse.

### Ansässige Unternehmen

#### Elektrizitätswerk

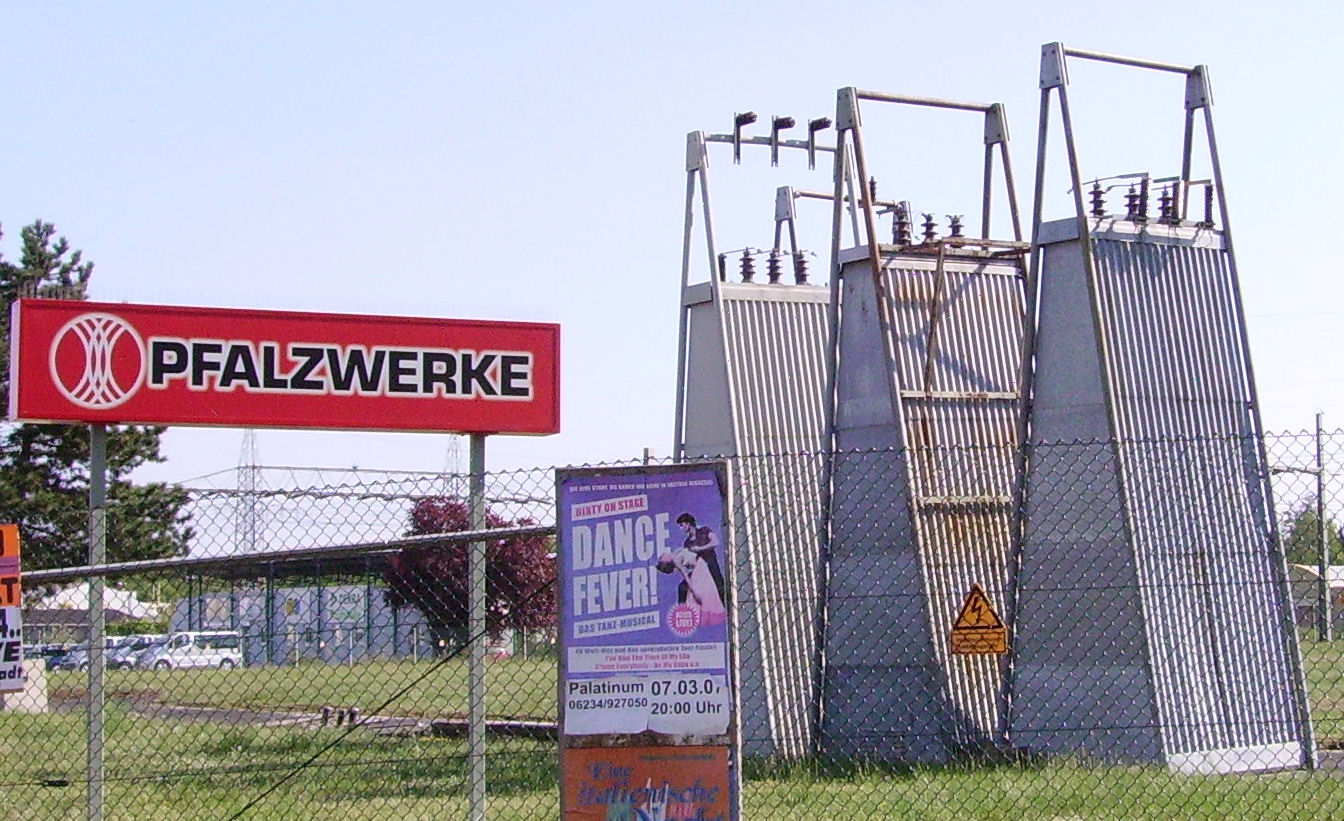
Umspannwerk der Pfalzwerke

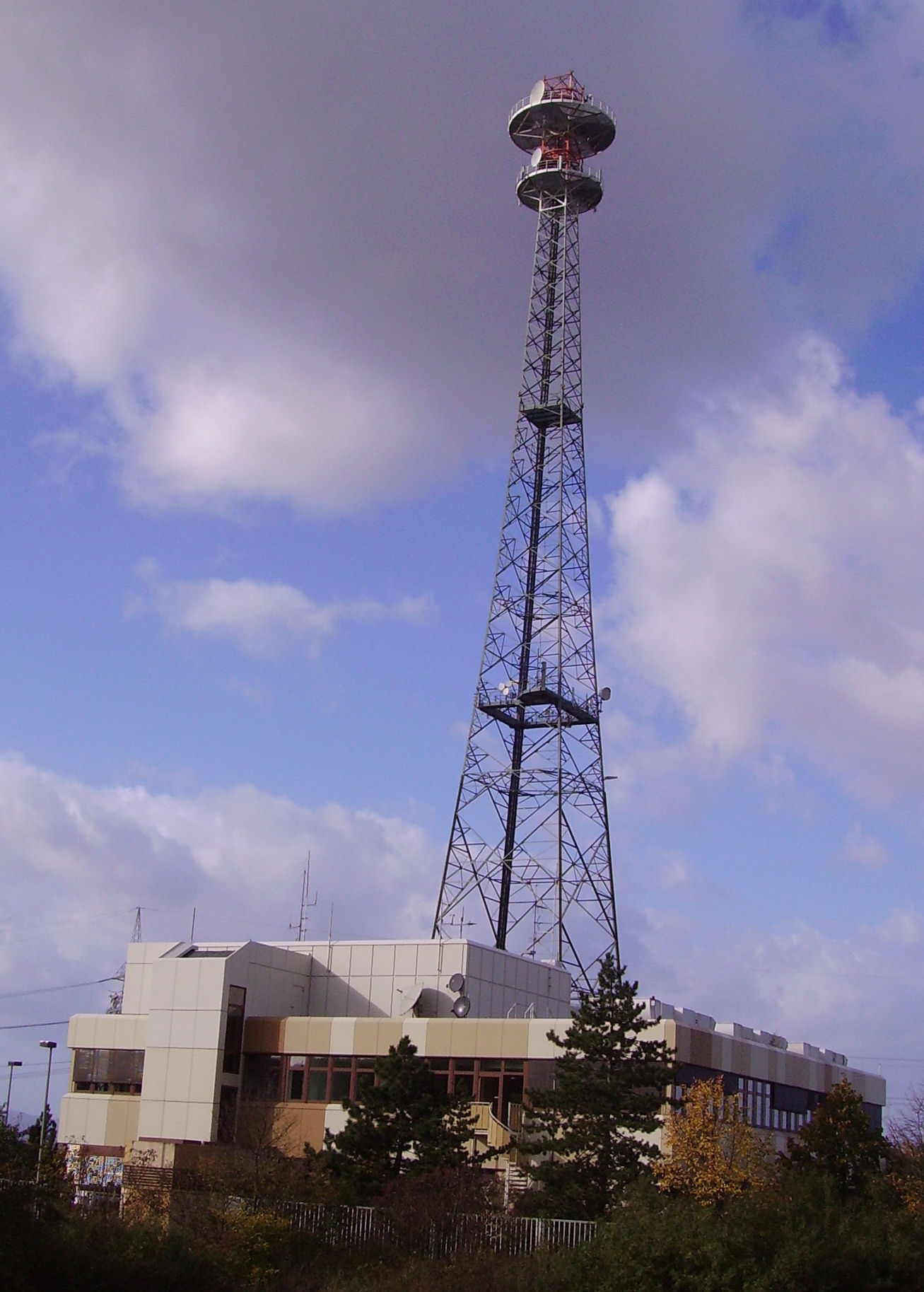
Richtfunkturm am Umspannwerk Mutterstadt

Bereits im Jahr 1898 plante der Gemeinderat eine zentrale Lichtversorgung. 1906 befasste sich der Gemeinderat erneut damit, doch eine Kommission unter Leitung des Distriktsarztes Mattem entschied sich gegen elektrisches Licht, da es zu teuer und zu Kochzwecken nicht zu gebrauchen sei. Stattdessen empfahl die Kommission ein Gaswerk. Doch auch diese Planung verlief ergebnislos.
1910 beschloss der Gemeinderat die Errichtung einer gemeindeeigenen Licht- und Kraftanlage im Anschluss an die Überlandzentrale und beauftragte 1912 die Firma Rheinische Schuckert-Gesellschaft für elektrische Industrie AG in Mannheim mit der Erstellung einer elektrischen Starkstromversorgungsanlage für die Gemeinde Mutterstadt. Der Bau wurde trotz des Widerstands von Hausbesitzern, die keine Masten auf ihren Dächern dulden wollten fertiggestellt. Ein weiterer Streitpunkt war die Deckung der Restschuld. Doch bereits 1915 erzielte das Werk einen Überschuss. Nach dem Zweiten Weltkrieg führte die Elektrifizierung der Haushalte zu einer enormen Steigerung des Strombedarfs.
Die Pfalzwerke unterhalten am Rande des Gewerbegebietes eine Netzleitstelle. In dem weit sichtbaren Turm laufen sämtliche Daten, die Spannungsleitungen der Pfalz betreffen, zusammen, damit einzelne Spannungsleitungen vom Stromnetz ab- oder zugeschaltet werden können, wenn zum Beispiel bei Reparaturen kein Strom mehr auf den Leitungen liegen darf.

#### Wasserwerk
Die Trinkwasserverhältnisse Mutterstadts waren schon immer kritisch. Nur wenige Brunnen gaben gutes Wasser. Darunter der bereits im 13. Jahrhundert genannte „Gute Brunnen“.
Um das Jahr 1890 nahm die Stadt Ludwigshafen mit der Gemeinde Mutterstadt Verhandlungen wegen der Errichtung eines Wasserwerks auf. Dies führte zum Bau eines Wasserwerks, das 1895 in Betrieb genommen wurde, an dem sich Mutterstadt aber nicht anschloss.
Als 1912 Fälle von Typhus auftraten, ergab die Untersuchung mehrerer Brunnen, dass das von ihnen gelieferte Wasser nicht einwandfrei war. Darauf stellte der Adjunkt Weber den Antrag, Anstalten zu einer besseren Trinkwasserversorgung zu treffen. Doch diese Anregung wurde erst im Jahr 1927 wieder aufgegriffen.
Das bayerische Landesamt für Wasserversorgung machte den Vorschlag, die Gemeinden Mutterstadt, Neuhofen, Waldsee, Schifferstadt und Otterstadt sollten sich zur Errichtung einer gemeinsamen Wasserleitungsanlage zusammenschließen. Ihr Kreis erweiterte sich durch die Gemeinden Dannstadt und Schauernheim. So wurde der „Zweckverband für Wasserversorgung, Pfälzische Mittelrheingruppe“ gegründet und 1929 genehmigt. Der Wasserturm wurde 1932 vollendet.
Das Pumpwerk zwischen Waldsee und dem Altrhein sammelt aus fünf Flachbrunnen das Grundwasser, presst es durch alle Stufen der Läuterung und versorgt das Gruppengebiet von 30.000 Einwohnern mit Wasser.

### Gewerbegebiet

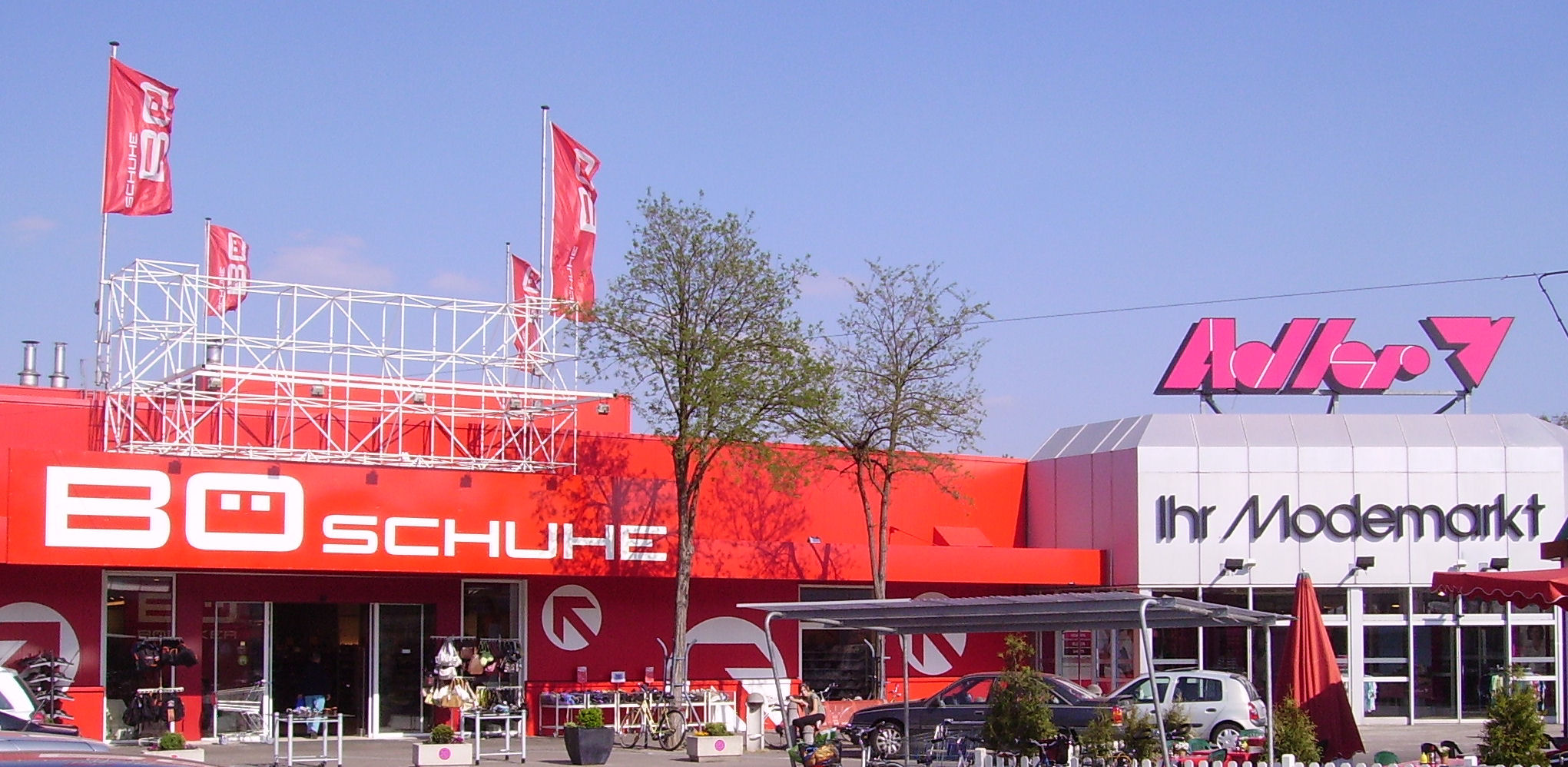
Geschäfte im Gewerbegebiet

Im 52 Hektar großen Gewerbegebiet sind Einzelhandelsunternehmen wie die Metro AG, Bö-Schuhe, die Adler Modemärkte GmbH und der Spielwarenfachmarkt Rofu Kinderland sowie Autohäuser, ein Auktionshaus, ein Hotel, ein Hallen- und Freibad, ein Kegelzentrum, der Sportpark und Betriebe des produzierenden Gewerbes (Schreinerei, Recycling, Kompostierung, Gefahrgut-Spedition, Großbäckerei, und Umspannwerk) vertreten. Damit ist Mutterstadt auch für die benachbarten Gemeinden ein Einkaufszentrum. von 1965 bis 1992 war Mutterstadt außerdem Sitz von Esbella.

### Infrastruktur
220-kV-/110-kV-Umspannwerk der Pfalzwerke beim Gewerbegebiet mit 124 Meter hohen Richtfunkturm (Pfalzwerketurm). Ein 110-kV-Umspannwerk der Pfalzwerke befindet sich in unmittelbarer Nähe im Industriegebiet.

## Persönlichkeiten

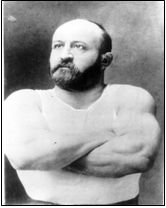
Ernst Bohlig um 1880

### Söhne und Töchter der Gemeinde
- Johann von Mutterstadt, eigentlicher Name Johann Seffried (um 1400–1472), Domvikar in Speyer und früher Geschichtsschreiber des Fürstbistums.
- Karl Frosch (1794–1845), Orgelbauer
- Ludwig Ehrhardt (1838–1905), Maschinenbauingenieur und Firmengründer
- Ernst Bohlig (1846–1918), Apothekersohn, galt Ende des 19. Jahrhunderts als „stärkster Mann der Welt“
- Rudolf Emmerich (1852–1914), Hygieniker und Hochschullehrer
- Friedrich Minoux (1877–1945), Industrieller
- Wilhelm Renner (1890–1952), Industriemanager
- Alfred Dellheim (1924–2003), Politiker (SED)
- Fritz Schalk (1925–1996), Politiker (SPD), war von 1971 bis 1987 Abgeordneter im rheinland-pfälzischen Landtag.
- Wolf Magin (1927–2009), Grafiker und Maler
- Gustav-Adolf Bähr (1938–2020), Kulturmanager
- Jeanette Rott-Otte (* 1945), Politikerin (SPD), war von 1991 bis 1994 rheinland-pfälzische Ministerin.

### Personen, die vor Ort gewirkt haben
- Werner von Bolanden (vor 1294–1324), adeliger Domherr in Speyer und Mainz, schenkte 1314 seine Güter vor Ort der Speyerer Stuhlbruderschaft
- Johann Georg Beutner (1788–1859), Mediziner, von 1816 bis 1819 vor Ort Kantonsarzt zweiter Klasse
- Michael Schnetter (1788–1854), katholischer Pfarrer von 1822 bis 1829, später Domkapitular in Mainz
- Claude de Saint Martin (1729–1799), geadelter Bankier, Reichsgraf, kurpfälzischer Unternehmer sowie Wirklicher Geheimer Rat, erwarb 1792 vor Ort ein Gut
- Jonas Löwenthal (um 1815–nach 1849), praktizierender Arzt in Mutterstadt; 1849 Platzkommandant in Ludwigshafen, floh aufgrund der Anklag-Akte 1849 in die Schweiz
- Theodor Salzer (1833–1900), Apotheker und Chemiker, machte vor Ort eine Apothekerlehre
- Ewald Backe (1897–1968), ehemaliger Bürgermeister (NSDAP), beteiligt an den Novemberpogromen 1938 in Mutterstadt
- Johannes Bähr (1902–1980), Pfarrer und Gegner des Nationalsozialismus. Nach ihm ist ein Gemeindehaus benannt.
- Alois Knäbel (1902–1965),  Waffen-SS-Mitglied, zuletzt im Rang eines Sturmbannführers, und Kriegsverbrecher, ließ sich nach dem Krieg vor Ort nieder und arbeitete dort als kaufmännischer Angestellter
- Hermann Belzner (1919–1991), Politiker (SPD), von 1960 bis 1973 Ortsbürgermeister
- Rainer Probst (1941–2004),  Maler, Pädagoge und Schulpolitiker, unterrichtete ab 1971 an der örtlichen Realschule
- Katrin Kirchner (* 1944), Autorin und Journalistin, lebt vor Ort.
- Hannelore Klamm (* 1949), Politikerin (SPD), Mitglied des Landtages 1994–2014
- Rainer Dörrzapf (* 1950), hielt vier Junioren-Weltrekorde und wurde 1972 Weltmeister im Gewichtheben.
- Norbert Sund (* 1959),  Volleyballspieler, spielte von 1996 bis 1999 für den SC Mutterstadt